# Buenos Aires
Buenos Aires (português:  «bons ares»)? (pronunciado em português europeu: [ˈbwɛnuʃ ˈajɾɨʃ, ˌbwɛnuz‿ˈajɾɨʃ]; pronunciado em português brasileiro [ˈbwɛnus ˈajɾis, ˌbwɛnuz‿ˈajɾis]; pronunciado em castelhano: [ˈbwenos ˈaiɾes]), oficialmente Cidade Autônoma (português brasileiro) ou Autónoma (português europeu) de Buenos Aires (CABA), é a capital e maior cidade da Argentina, além de ser a segunda maior área metropolitana da América do Sul, atrás apenas da Grande São Paulo. Ela está localizada na costa ocidental do estuário do Rio da Prata, na costa sudeste do continente. A conurbação da Grande Buenos Aires, que também inclui vários distritos da província de Buenos Aires, constitui a terceira maior aglomeração urbana da América Latina, com uma população de cerca de 13 milhões de pessoas.
A cidade de Buenos Aires não é parte da província de Buenos Aires e nem é a sua capital, mas um distrito autônomo. Em 1880, depois de décadas de luta política, Buenos Aires foi federalizada e separada da província de Buenos Aires. Os limites da cidade foram ampliados para incluir as cidades de Belgrano e Flores, ambas agora bairros da cidade. A emenda constitucional de 1994 concedeu a autonomia política à cidade, daí o seu nome formal: Ciudad Autónoma de Buenos Aires (em português:  Cidade Autônoma de Buenos Aires). Seus cidadãos elegeram pela primeira vez um chefe de governo (ou seja, o prefeito) em 1996. Antes, o prefeito era diretamente nomeado pelo Presidente da República.
Por algumas formas de comparação, Buenos Aires é uma das 20 maiores cidades do mundo. Ao lado de São Paulo e Cidade do México, Buenos Aires é uma das três únicas cidades latino-americanas consideradas uma cidade global alfa. A Argentina tem a terceira melhor qualidade de vida na América Latina. A qualidade de vida na cidade de Buenos Aires é classificada como sendo a 62.ª melhor do mundo. A capital argentina é uma das mais importantes e mais populosas entre as capitais sul-americanas, muitas vezes referida como a Paris da América do Sul.
Buenos Aires é um dos mais importantes destinos turísticos do mundo, é conhecida por sua arquitetura de estilo europeu e por sua rica vida cultural, com a maior concentração de teatros do mundo. Na primeira metade do século XX, Buenos Aires era considerada o "meridiano de Greenwich literário" da região platina, título conquistado pela modernização da cidade não só nos âmbitos econômico e estético, como também pela sua modernização como estilo cultural. A cidade foi a sede da
primeira edição dos Jogos Pan-Americanos, ocorridos em 1951, além de ter recebido partidas, incluindo a Final, da Copa do Mundo FIFA de 1978. Buenos Aires também sediou os Jogos Olímpicos de Verão da Juventude de 2018. As pessoas nascidas em Buenos Aires são referidas como portenhos (pessoas do porto). A cidade é a terra natal do 266º Papa, Francisco (que foi arcebispo de Buenos Aires), e de Máxima dos Países Baixos, a atual rainha-consorte da realeza neerlandesa.

## Etimologia
Na primeira fundação, Pedro de Mendoza chamou o local de Real de Nuestra Señora Santa María del Buen Aire para cumprir a promessa que fizera para a Patrona dos Navegantes na Confraria dos Marinheiros de Triana e da qual ele era membro. Em efeito, "Buen Aire" é a castelanização do nome da Virgem de Bonária, e assim dizer, da Virgem da Candelária a quem os padres da Ordem de Nossa Senhora das Mercês haviam levantado um santuário para os navegantes em Cagliari, na Sardenha, e que era venerada também pelos navegantes de Cádiz, na Espanha.
Por muitos anos se atribuiu o nome a Sancho del Campo, de quem Ruy Díaz de Guzmán, em sua obra La Argentina manuscrita, recogitou a frase: ¡Qué buenos aires son los de este suelo!, pronunciado ao baixar. Por conseguinte, em 1892 Eduardo Madero realizou exaustivas investigações nos arquivos espanhóis, assim, concluindo que o nome estava intimamente relacionado com a devoção dos marinheiros sevilhanos por Nossa Senhora dos Bons Ares.
Na segunda fundação, Juan de Garay dá ao novo assentamento o nome de Ciudad de la Santísima Trinidad. A razão seria que a festividade mais importante próxima daquela data havia sido a de Trindade,isso porque,segundo alguns historiadores;a nau ancorou no dia da dita festividade. Mas para o Porto,Garay conservou o nome dado por Pedro de Mendoza, e continuou chamando Porto de Buenos Aires. No entanto,os desígnios do vizcaíno não tiveram êxito, pois apesar de que jamais fez disposição oficial alguma que mudassem seu nome, o uso inapelavelmente consagrou desde o primeiro momento o nome de Buenos Aires para a cidade.
Na Argentina,podem referir-se à cidade com distintas denominações além de Buenos Aires. O nome de Capital Federal ("Cap. Fed.") é um dos mais utilizados, sobre tudo para diferenciá-la da província homônima, em alusão à condição de distrito independente que adquiriu com a lei de Federalização que promulgara Julio Argentino Roca. Muitas vezes é utilizado o termo "Cidade de Buenos Aires", ou essencialmente "Buenos Aires", ainda que este último se presta à confusão com a província na qual a cidade se encontra em forma de enclave.
O nome de Cidade Autônoma de Buenos Aires ("CABA") é um dos títulos que oficialmente a Constituição da Cidade sancionada em 1996 lhe deu. Informalmente apenas denomina-se Baires, apócope da forma original, comum dentro da cidade (especialmente entre os jovens), mas pouco utilizado no interior do país. Poeticamente também lhe tem atribuído numerosos nomes, como A Paris da América Latina por sua beleza arquitetônica e seu caráter cultural, ou Cabeça de Goliat segundo uma novela de Ezequiel Martínez Estrada, por seu tamanho e influência desproporcionada sobre o resto do país e também A Rainha do Prata.

## História

### Fundação

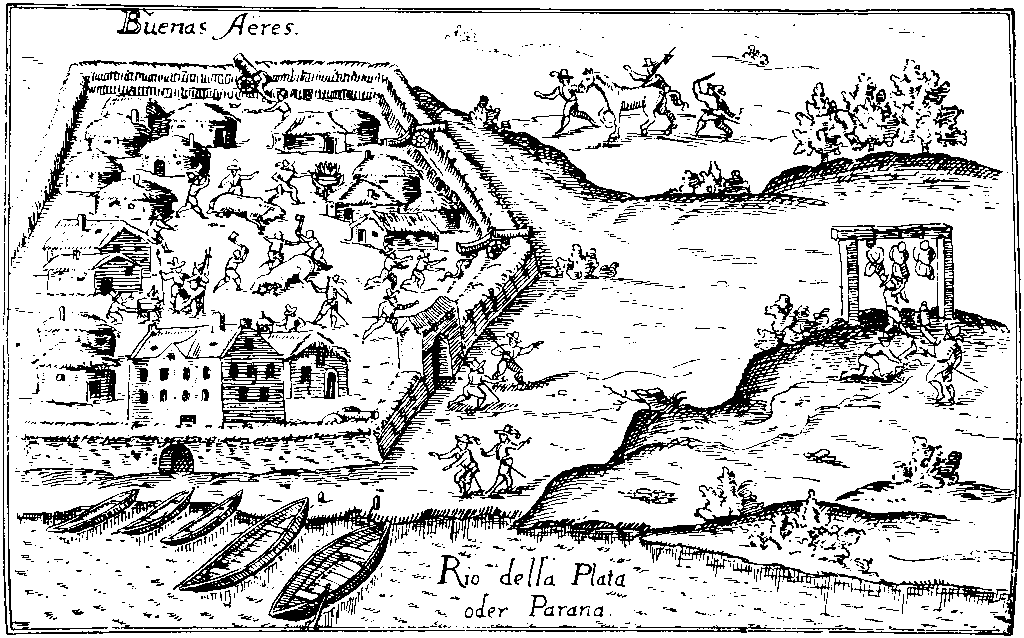
Buenos Aires em 1536

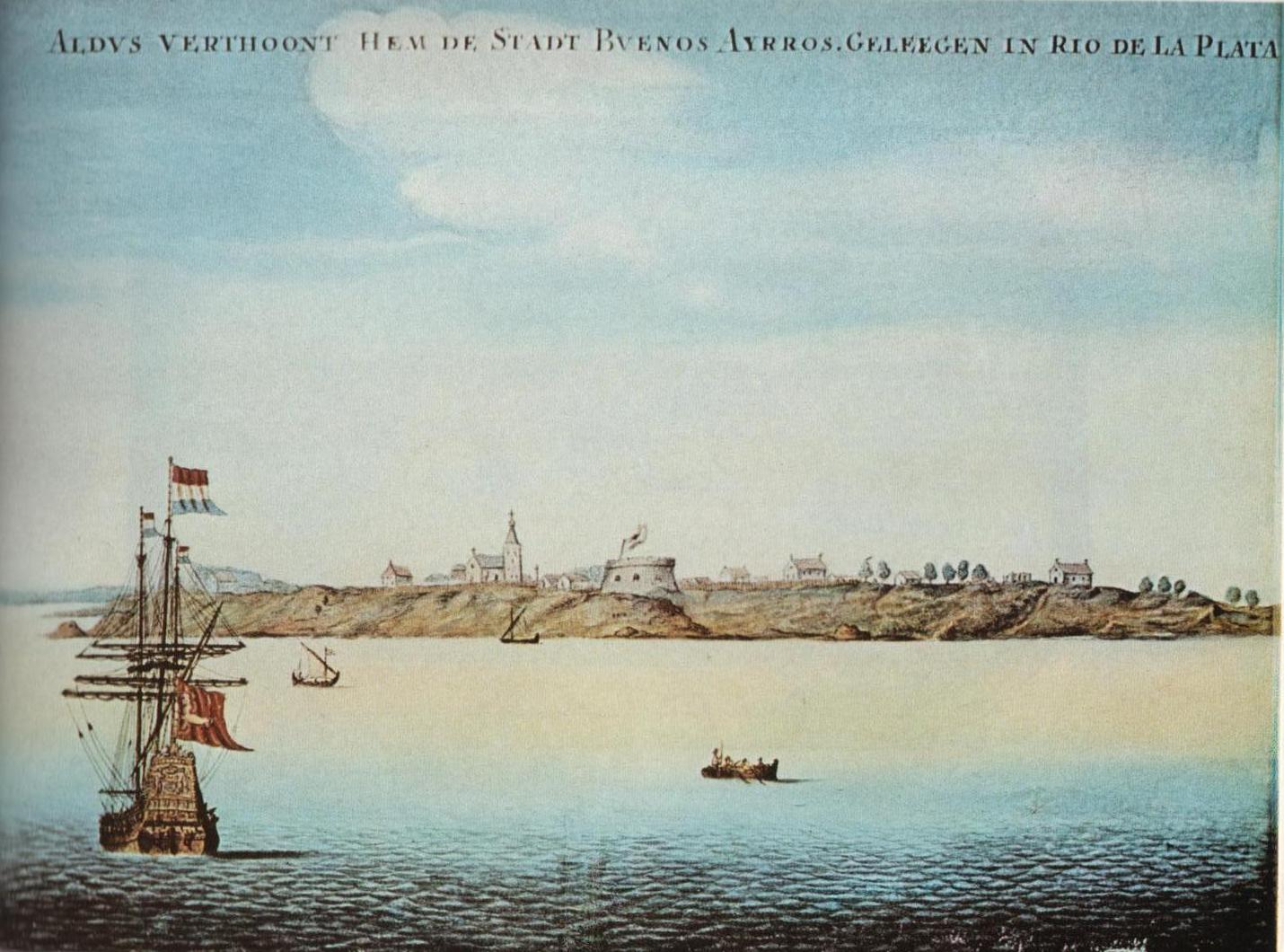
A cidade em 1628

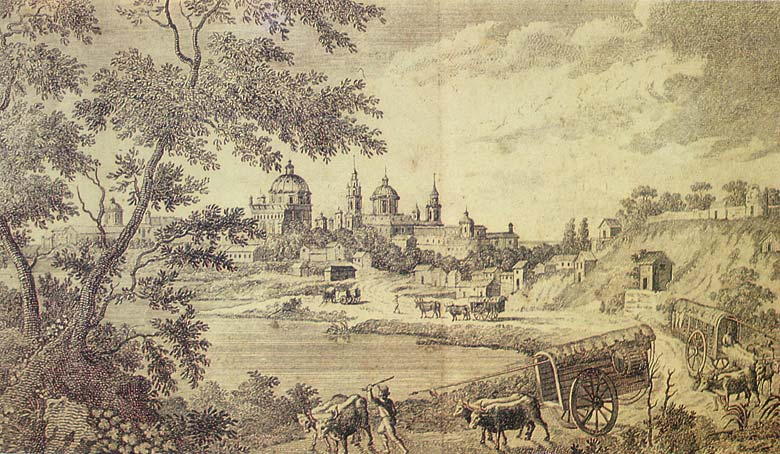
Margens do Rio da Prata em 1790

A mí se me hace cuento que empezó Buenos Aires:
La juzgo tan eterna como el agua y como el aire.
Jorge Luis Borges, "Fundación Mítica de Buenos Aires"
O marinheiro Juan Díaz de Solís, navegando em nome do Império Espanhol, foi o primeiro europeu a chegar ao Rio da Prata em 1516. Sua expedição foi interrompida quando foi morto durante um ataque da tribo nativa dos charruas, na região do atual Uruguai.
A cidade de Buenos Aires foi estabelecida pela primeira vez como Ciudad de Nuestra Señora Santa Maria del Buen Ayre (literalmente "Cidade de Nossa Senhora Santa Maria dos Bons Ventos") em homenagem a Nossa Senhora de Bonaria (Padroeira da Sardenha) em 2 de fevereiro 1536 por uma expedição espanhola liderada por Pedro de Mendoza. O assentamento fundado por Mendoza estava localizado no atual bairro de San Telmo, ao sul do centro da cidade.
Mas ataques indígenas derrubaram os colonos e, em 1542, o local foi abandonado. Um segundo (e permanente) acordo foi estabelecido em 11 de junho de 1580 por Juan de Garay, que chegou navegando pelo rio Paraná de Assunção (atual capital do Paraguai). Ele apelidou o assentamento Santísima Trinidad e seu porto tornou-se Puerto de Santa María dos Buenos Aires.
Desde os primeiros dias, Buenos Aires dependia principalmente do comércio. Durante a maior parte do século XVI, os navios espanhóis eram ameaçados por piratas, por isso desenvolveram um sistema complexo onde navios com proteção militar eram despachados para a América Central em um comboio de Sevilha, o único porto permitido para comercializar com as colônias, até Lima, no Peru, e para as outras cidades do vice-reino. Por isto, os produtos levavam muito tempo para chegar em Buenos Aires e os impostos gerados pelo transporte os tornaram proibitivos. Este esquema frustrou os comerciantes locais e uma próspera e informal indústria de contrabando, ainda que aceito pelas autoridades, se desenvolveu dentro das colônias e com os portugueses. Isto também inculcou um profundo ressentimento entre os porteños em relação às autoridades espanholas.
Percebendo esses sentimentos, Carlos III da Espanha aliviou progressivamente as restrições comerciais e, finalmente, declarou Buenos Aires um porto aberto no final do século XVIII. A captura de Porto Bello pelas forças britânicas também alimentou a necessidade de promover o comércio através da rota atlântica, em detrimento do comércio baseado em Lima. Uma de suas decisões foi dividir uma região do Vice-Reino do Peru e criar, em vez disso, o Vice-Reino do Rio da Prata, com Buenos Aires como a sua capital. No entanto, as ações de Carlos não tiveram o efeito desejado e os porteños, alguns impulsionados pela Revolução Francesa, ficaram ainda mais convencidos da necessidade de independência da Espanha.

### Século XIX

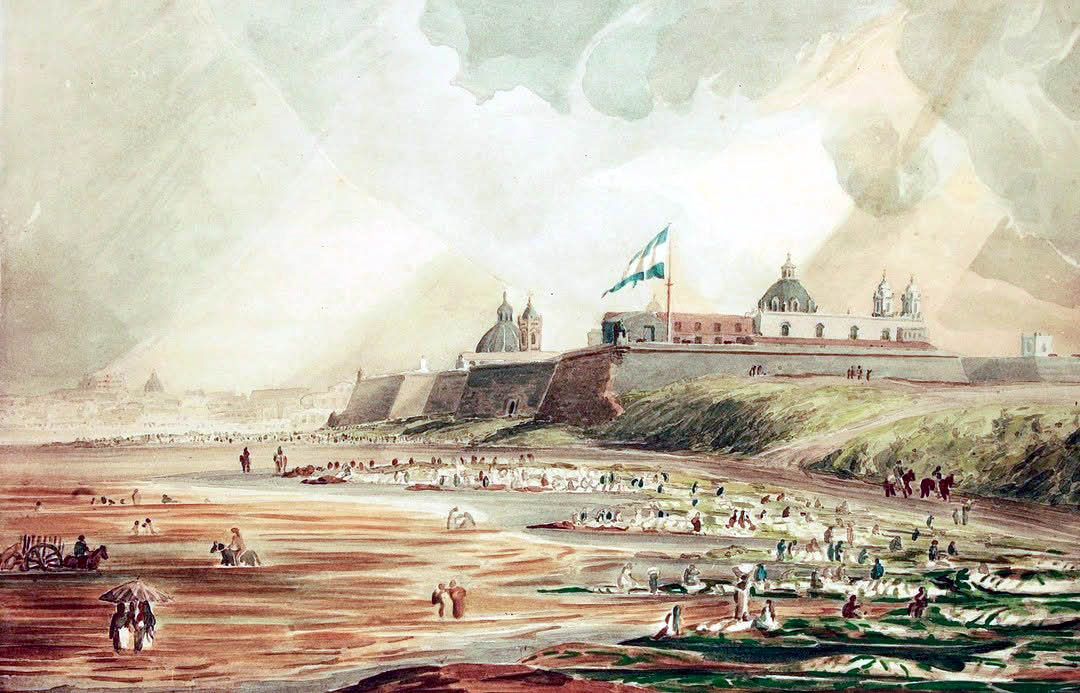
Forte de Buenos Aires em 1816

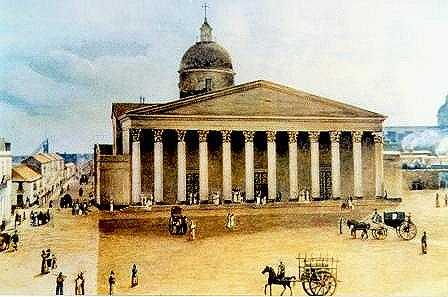
Catedral Metropolitana de Buenos Aires em 1830

A chegada de ideias liberais fomentou a criação de movimentos emancipadores, que desencadearam em 1810 a Revolução de Maio e a criação do primeiro governo pátrio. Logo depois das guerras civis e da reunificação do país, Buenos Aires foi eleita lugar de residência do Governo Nacional, ainda que este carecesse de autoridade administrativa sobre a cidade, que formava parte da província de Buenos Aires.
Durante a maior parte do século XIX, o estatuto político de Buenos Aires permaneceu um assunto sensível. A cidade já era a capital da Província de Buenos Aires e, entre 1853 e 1860, era a capital do Estado de Buenos Aires. A questão foi combatida mais de uma vez no campo de batalha, até que o assunto finalmente foi resolvido em 1880, quando a cidade foi federalizada e se tornou sede do governo do país, com o seu prefeito nomeado pelo presidente. A Casa Rosada tornou-se a residência oficial do presidente.
As condições de saúde em áreas pobres eram ruins, com altas taxas de tuberculose. Os médicos e os políticos de saúde pública geralmente culpavam os próprios pobres e as suas casas desoladoras (conventillos) pela disseminação da doença temida. As pessoas ignoraram as campanhas de saúde pública para limitar a propagação de doenças contagiosas, como a proibição de cuspir nas ruas, as diretrizes rígidas para cuidar de bebês e crianças pequenas e quarentenas que separaram famílias.
A necessidade do Governo Nacional de federalizá-la, somada ao movimento de tropas ordenado pelo governador da província, Carlos Tejedor, produziu em 1880 uma série de confrontos que terminariam com a derrota da província de Buenos Aires e a união da cidade ao sistema federal. Em 1882, o Congresso Nacional criou a figura dos intendentes e o Conselho Deliberante da cidade. O intendente não era eleito por voto popular e sim designado pelo Presidente da Nação em conformidade com o Senado. O primeiro a exercer o novo cargo foi Torcuato de Alvear, designado em 1883 por Julio A. Roca.

### Século XX

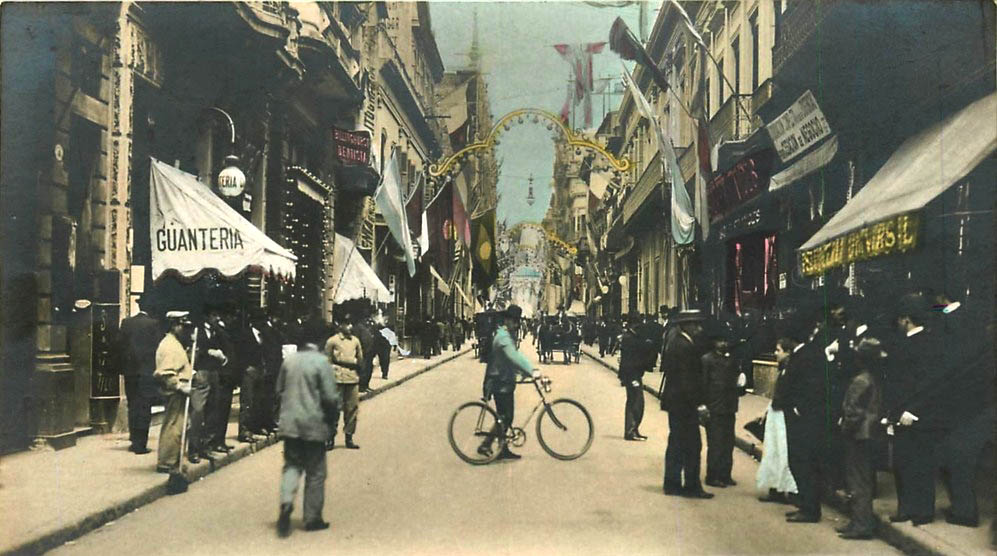
Rua Florida em 1910

Além da riqueza gerada pela Alfândega de Buenos Aires e pelas terras férteis dos pampas, o desenvolvimento da ferrovia na segunda metade do século XIX aumentou o poder econômico de Buenos Aires à medida que as matérias-primas fluíam para suas fábricas. Um dos principais destinos para imigrantes da Europa de 1880 a 1930, particularmente da Itália e da Espanha, Buenos Aires tornou-se uma cidade multicultural do mesmo nível das principais capitais europeias. O Teatro Colón tornou-se um dos principais casas de ópera do mundo e a cidade tornou-se a capital regional do rádio, da televisão, do cinema e do teatro. As principais avenidas da cidade foram construídas durante esses anos e os alvoreceres do século XX viram a construção de alguns dos edifícios mais altos da América do Sul e seu primeiro sistema de metrô. Um segundo boom da construção, de 1945 a 1980, remodelou o centro e grande parte da cidade.

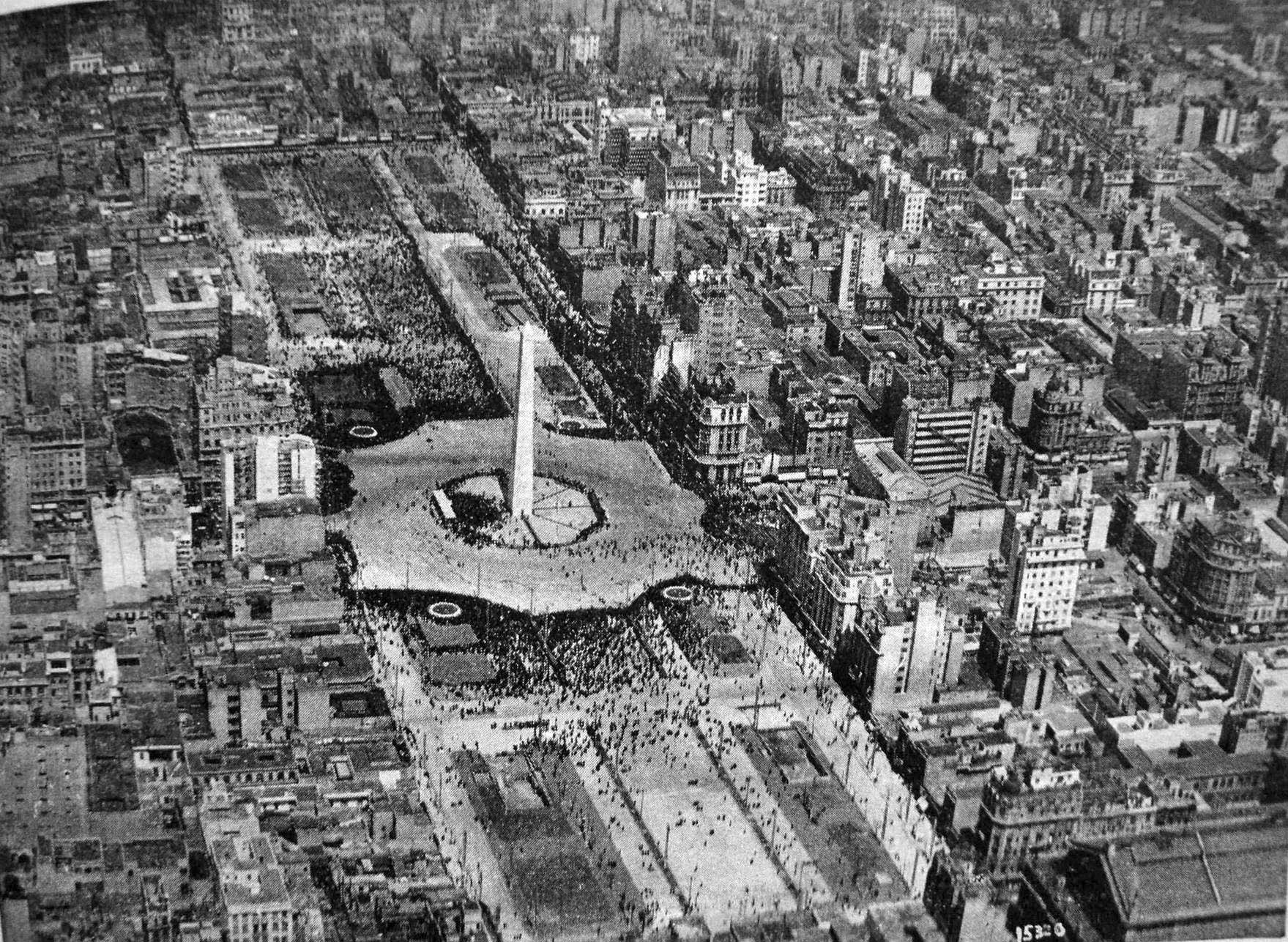
Inauguração do Obelisco de Buenos Aires, na Avenida 9 de Julho, em 1937

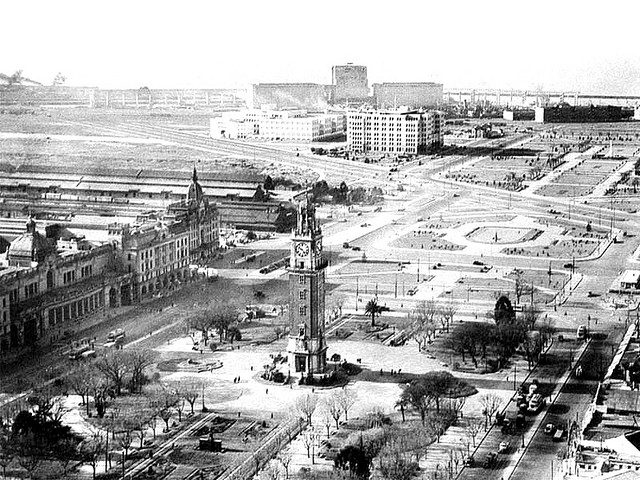
Retiro e Torre dos Ingleses em 1945

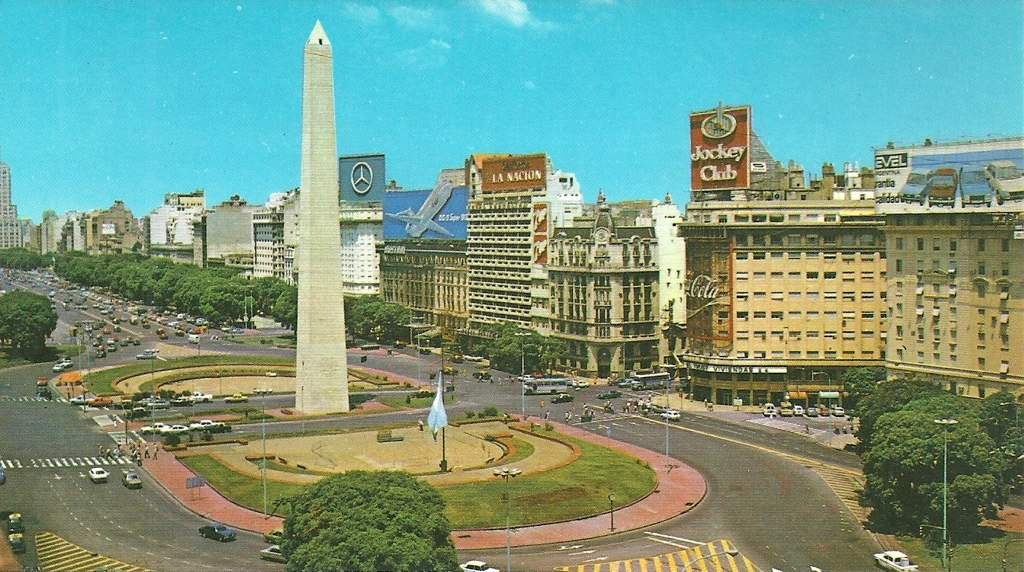
Avenida 9 de Julho em 1986

Buenos Aires também atraiu migrantes das províncias argentinas e países vizinhos. As favelas (villas miseria) começaram a crescer em torno das áreas industriais da cidade durante a década de 1930, levando a problemas sociais disseminados e contrastes sociais. Esses trabalhadores tornaram-se a base política do peronismo, que surgiu em Buenos Aires durante a manifestação de 17 de outubro de 1945, na Praça de Maio. Trabalhadores industriais do cinto industrial da Grande Buenos Aires são a principal base de apoio do peronismo desde então e a Praça de Maio tornou-se o local para manifestações e muitos dos eventos políticos do país; em 16 de junho de 1955, no entanto, uma facção da Marinha Argentina bombardeou a área da praça, matando 364 civis. Esta foi a única vez que a cidade sofreu um ataque aéreo e o evento foi seguido por um levante militar que depôs o presidente Juan Domingo Perón três meses depois.
Na década de 1970, a cidade sofreu a luta entre movimentos revolucionários de esquerda (Montoneros, E.R.P. e F.A.R.) e o grupo paramilitar de direita Triple A, apoiado por Isabel Perón, que se tornou presidente da Argentina em 1974 após a morte de Juan Perón.
O golpe de março de 1976, liderado pelo general Jorge Videla, apenas aumentou esse conflito; a "guerra suja" resultou em 30 000 desaparecidos (pessoas sequestradas e mortas pelos militares durante os anos da junta). As marchas silenciosas de suas mães (Mães da Praça de Maio) são uma imagem bem conhecida do sofrimento dos argentinos neste período. O prefeito nomeado pela ditadura, Osvaldo Cacciatore, também elaborou planos para uma rede de rodovias destinada a aliviaro trânsito intenso da cidade. O plano, no entanto, exigiu uma destruição aparentemente indiscriminada de áreas residenciais. Aquelas que não foram destruídas, sofreram com as rodovias elevadas intrusas que fizeram com que vários bairros anteriormente confortáveis entrassem em decadência. O retorno da democracia em 1983 coincidiu com um avivamento cultural, e a década de 1990 viu um renascimento econômico, particularmente nos setores de construção e financeiro.
Em 17 de março de 1992, uma bomba explodiu na embaixada de Israel, matando 29 e ferindo outras 242 pessoas. Outra explosão, em 18 de julho de 1994, destruiu um prédio que abrigava várias organizações judaicas, matando 85 e ferindo várias outras pessoas. Estes incidentes marcaram o início do terrorismo islâmico na América do Sul. Após um acordo de 1993, a Constituição argentina foi alterada para dar autonomia a Buenos Aires e rescindir, entre outras coisas, o direito do presidente de nomear o prefeito da cidade (como acontecia desde 1880). Em 30 de junho de 1996 celebraram-se as eleições que designariam o Chefe de Governo da Cidade, assim como os legisladores que sancionariam a Constituição da Cidade. Nas eleições para o Poder Executivo saiu vencedora a fórmula radical de Fernando de la Rúa, que assim se tornava no primeiro Chefe de Governo. Com dois meses de deliberações, a Convenção Constituinte sancionou, finalmente, em 1º de outubro de 1996 a Constituição da Cidade de Buenos Aires.

### Século XXI
Em 2003, foi aí promulgada a união civil, tanto para os casamentos homossexuais como para os heterossexuais, tornando-se a primeira cidade na América Latina a oficializar este gênero de união.

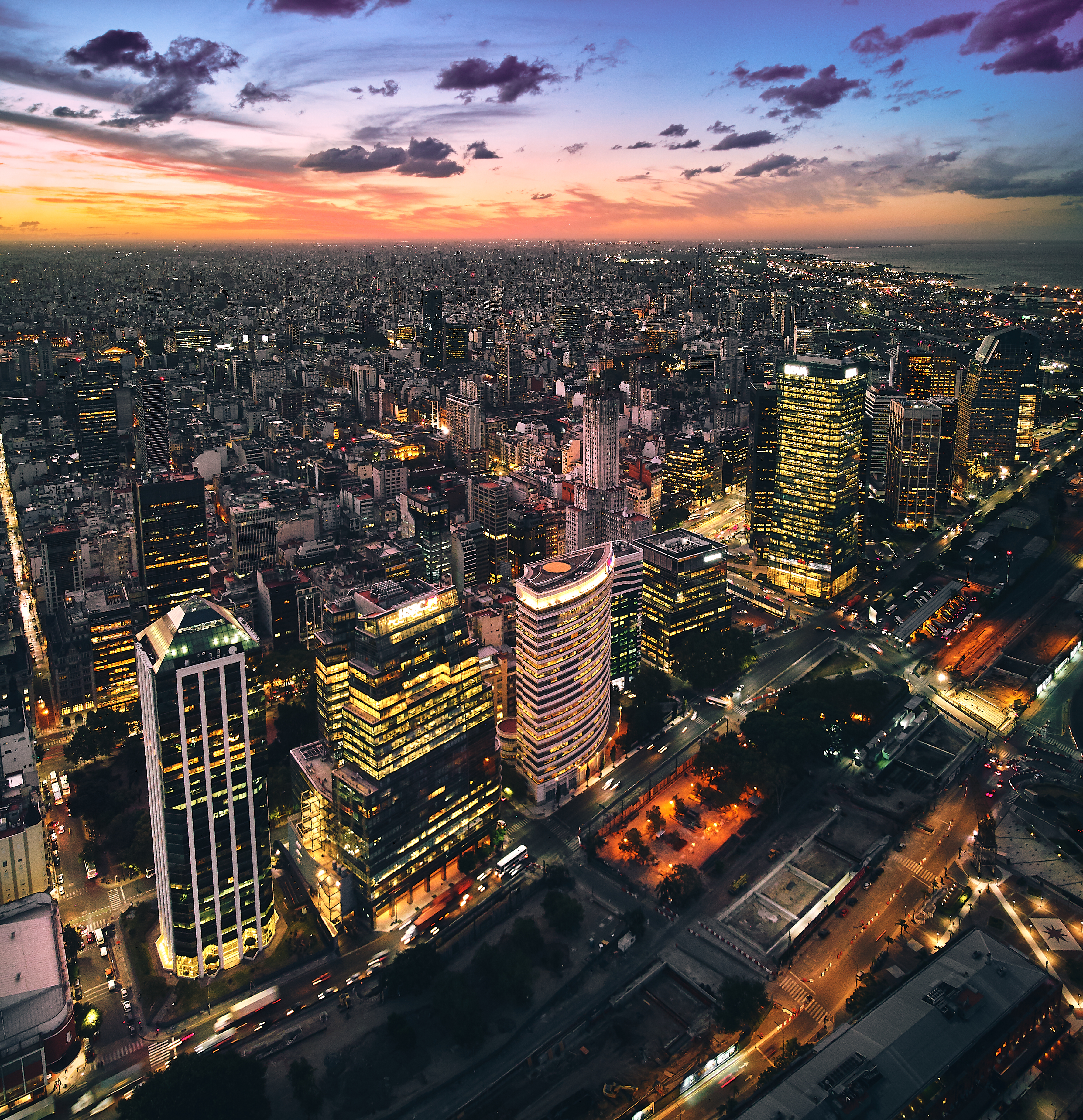
Arranha-céus na região de Retiro e San Nicolás

O sucessor de De la Rúa na prefeitura, Aníbal Ibarra, ganhou duas eleições populares, mas foi acusado (e, finalmente, deposto em 6 de março de 2006) como resultado do incêndio na discoteca República Cromañón. Jorge Telerman, que tinha sido o prefeito interino, foi colocado no cargo. Nas eleições de 2007, Mauricio Macri, do Partido da Proposta Republicana (PRO), venceu o segundo turno da eleição sobre Daniel Filmus da Frente para a Vitória (FPV), assumindo o cargo em 9 de dezembro de 2007. Em 2011, as eleições foram para uma segunda rodada com 60,96% dos votos para PRO, contra 39,04% para FPV, reelegendo Macri como prefeito da cidade com María Eugenia Vidal como vice-prefeita.
As eleições de 2015 foram as primeiras a usar um sistema de urna eletrônica na cidade, semelhante ao usado na Província de Salta. Nestas eleições realizadas em 5 de julho de 2015, Macri resignou do cargo de prefeito e prosseguiu sua candidatura presidencial e Horacio Rodríguez Larreta ocupou seu lugar como candidato a prefeito do PRO. Na primeira rodada de votação, Mariano Recalde da FPV obteve 21,78% dos votos, enquanto Martín Lousteau do partido ECO obteve 25,59% e Larreta obteve 45,55%, levando as eleições ao segundo turno, uma vez que PRO não conseguiu garantir a maioria exigida para a vitória. O segundo turno foi realizado em 19 de julho de 2015 e Larreta obteve 51,6% dos votos, seguido de perto por Lousteau com 48,4%, assim, o PRO ganhou as eleições para um terceiro mandato com Larreta como prefeito e Diego Santilli como deputado. Nessas eleições, o PRO foi mais forte nos bairros mais ricos do norte de Buenos Aires, enquanto o ECO foi mais forte no sul da cidade.
Em 2019, Larreta foi reeleito para um segundo mandato como prefeito de Buenos Aires. Obteve 55,9% dos votos e venceu ainda no primeiro turno o opositor Matías Lammens, da Frente de Todos, com 20 pontos de vantagem. A vitória rendeu ao PRO o quarto mandato consecutivo no comando do Executivo portenho.

## Geografia

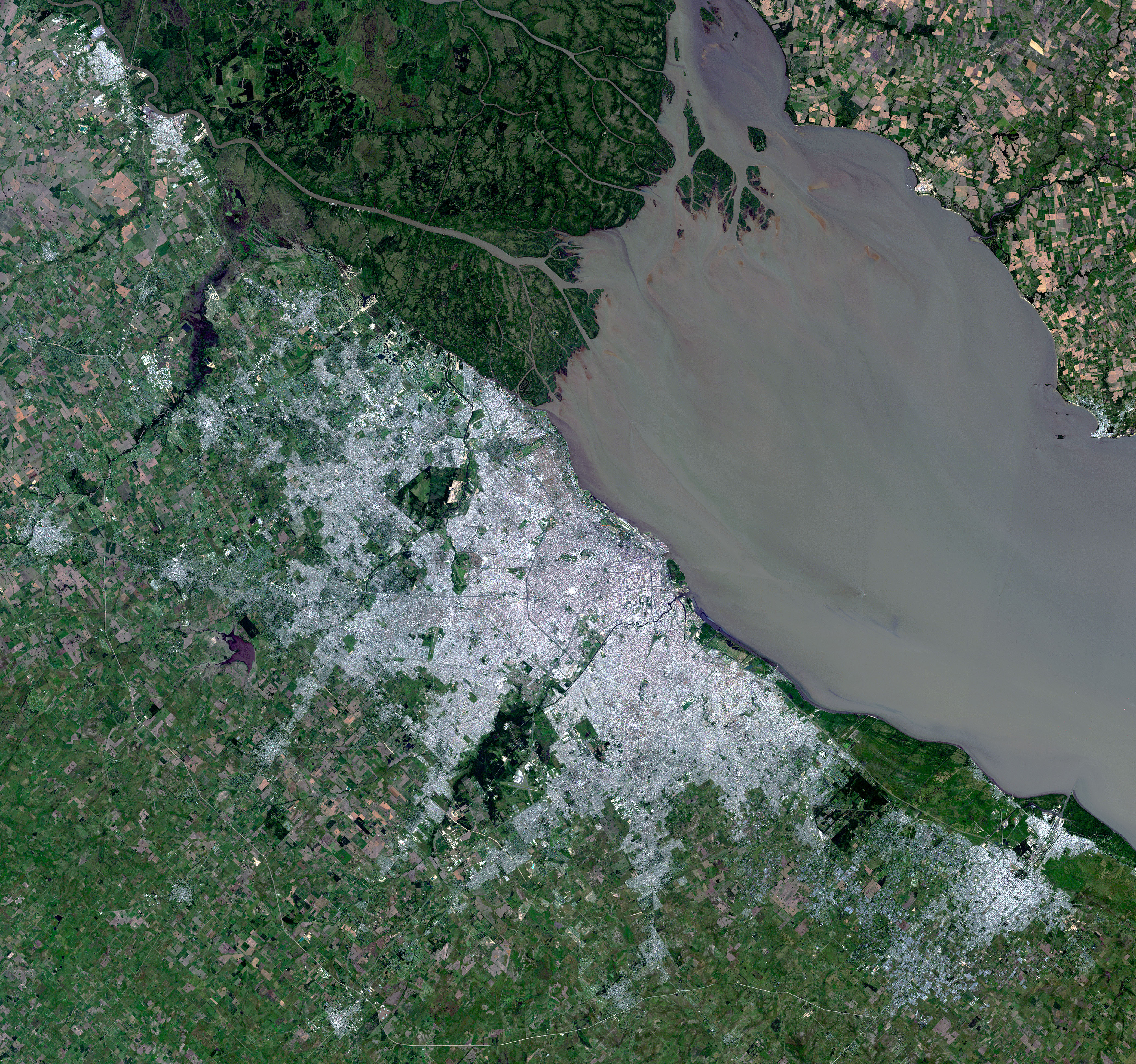
Imagem de satélite da Grande Buenos Aires

A Cidade de Buenos Aires está localizada na América do Sul, a 34° 36' de latitude sul e 58° 26' de longitude oeste, às margens do Rio da Prata, e seu clima é temperado.[carece de fontes?]
Do outro lado do Prata, encontra-se a Colônia do Sacramento e mais distante Montevidéu, a capital do Uruguai, a apenas 45 minutos de avião. A 2 horas de avião se encontra Santiago, a capital do Chile, a 1 720 km (3 horas de avião), se encontra São Paulo, no Brasil, a outra grande metrópole da América do Sul.[carece de fontes?]
O Rio da Prata e o Riachuelo são os limites naturais da Cidade Autônoma de Buenos Aires no leste e no sul. O resto do perímetro está rodeado pela rodovia externa da Avenida General Paz, uma rodovia de 24 km de extensão que circunda a cidade de norte a oeste; existe um pequeno trecho de não mais de 2 km compreendido entre a Avenida Intendente Cantilo e o Rio da Prata onde o limite com a província de Buenos Aires, em parte, é a linha imaginária da prolongação da Av. General Paz. Outro trecho é o arroio Raggio, este setor corresponde ao limite entre o Parque dos Filhos e o Passeio da Costa. Exceto seu limite oriental com o Rio da Prata, todos os outros limites indicados da CABA (Cidade Autônoma de Buenos Aires) separam sua jurisdição da correspondente província de Buenos Aires. A cidade se encontra quase em sua totalidade na região pampeana, salvo algumas zonas como a Reserva Ecológica de Buenos Aires, a Cidade Desportiva do Club Atlético Boca Juniors, o Aeroparque Jorge Newbery, o bairro de Puerto Madero, que se têm terras emergidas artificialmente mediante o aterro das águas do Rio da Prata.[carece de fontes?]
A região estava antigamente atravessada por diferentes arroios e lagoas, alguns dos quais foram preenchidos e outros entubados. Entre os arroios de importância estão os Terceiros (do Sul, do Médio e do Norte), Maldonado, Vega, Medrano, Cildáñez e White. Em 1908 muitos arroios foram canalizados e retificados, já que com as cheias causavam danos para a infraestrutura da cidade. Foram canalizados, mas se mantinham a céu aberto, construindo-se várias pontes para cruzá-lo. Finalmente em 1919 se dispôs sua canalização fechada, mas os trabalhos começaram apenas em 1927, terminando alguns em 1938 e outros, como o Maldonado, em 1954.[carece de fontes?]

### Clima

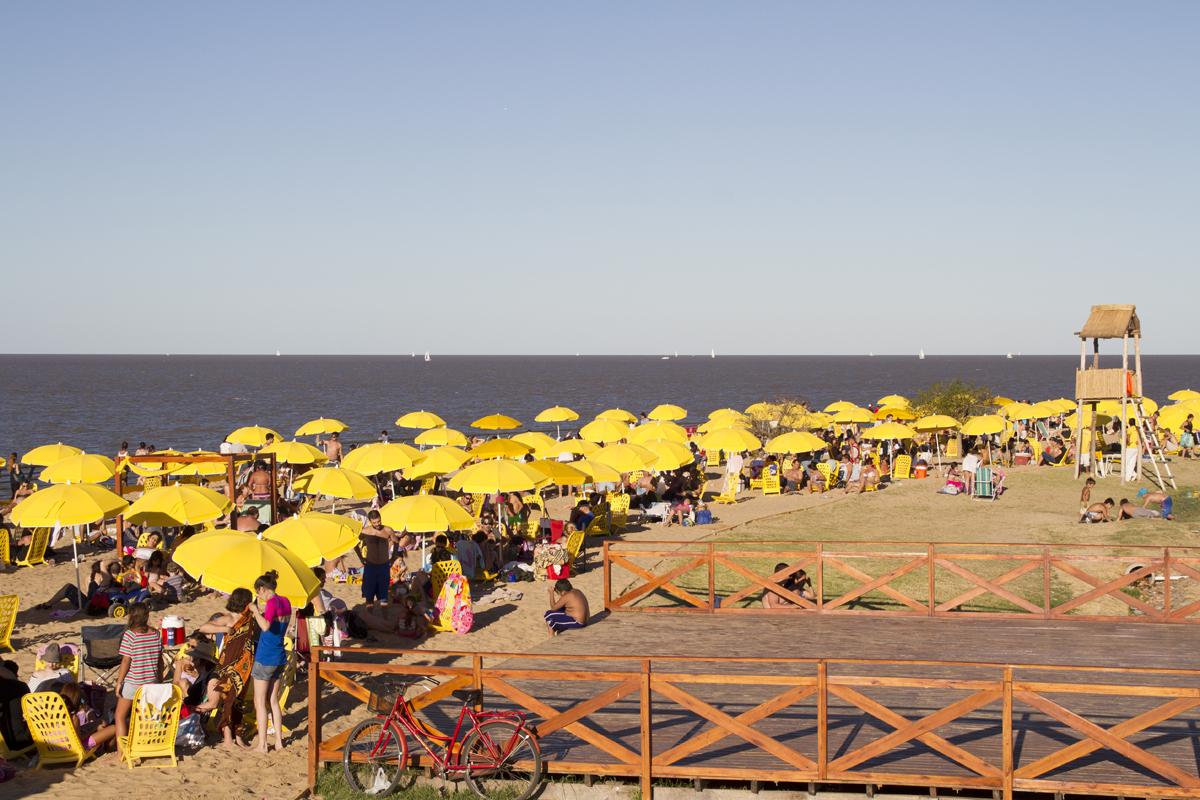
Praia de Buenos Aires no Rio da Prata

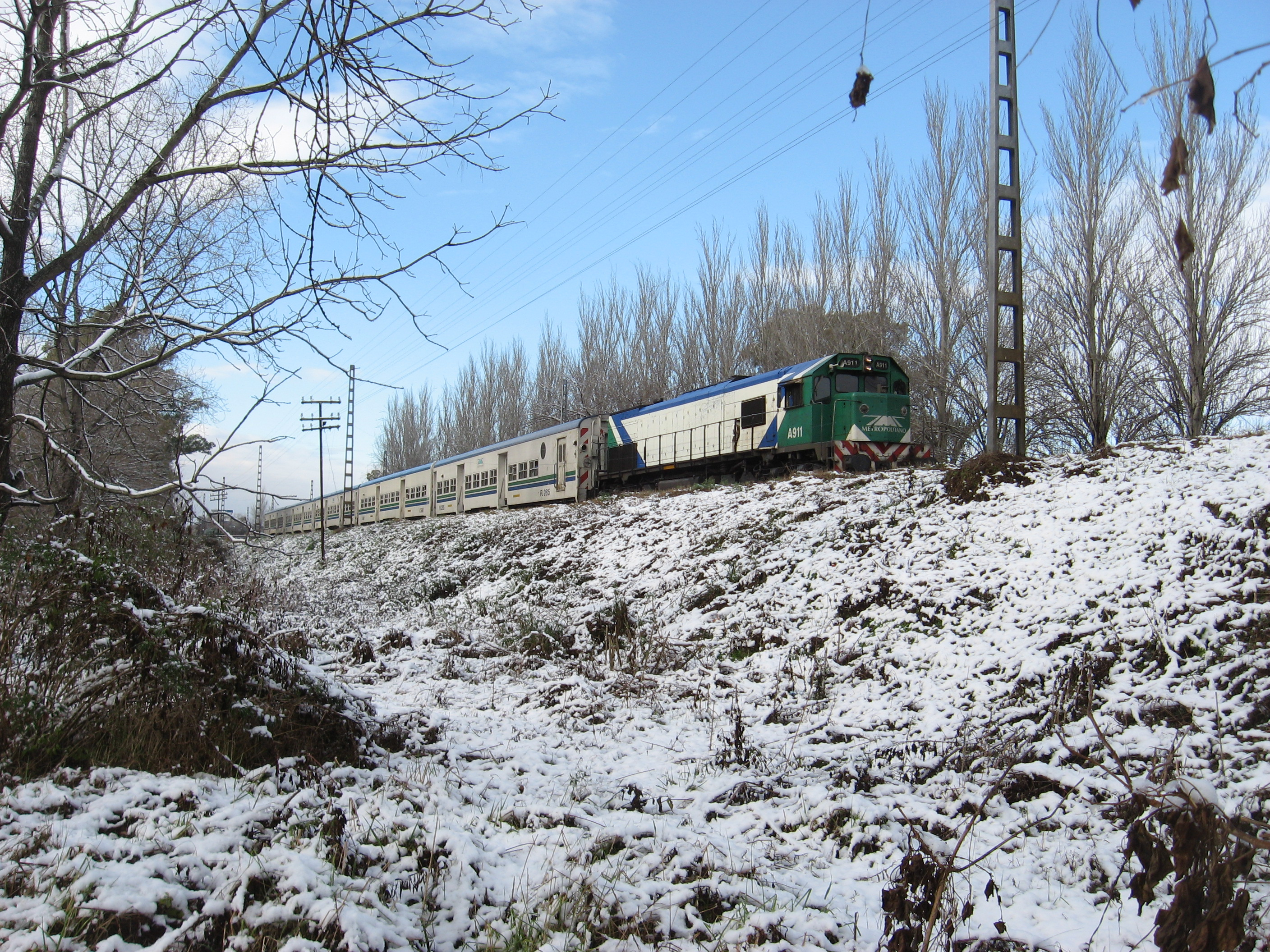
Nevasca na linha ferroviária General Roca em 2007

O clima da Buenos Aires é subtropical úmido (Cfa de acordo com a classificação climática de Köppen-Geiger), com as quatro estações do ano bem definidas. A temperatura média anual é de 18 °C; o verão é quente com precipitação e o inverno é frio com redução moderada da precipitação. Ao longo do ano, normalmente, a temperatura mínima nos meses mais frios é de 7 °C e a temperatura máxima nos meses mais quentes é de 30 °C e raramente são inferiores a 3 °C ou superiores a 34 °C.
A partir do século XX, as temperaturas na cidade têm aumentado consideravelmente devido as ilhas de calor urbano, sendo atualmente 2 °C superiores ao de regiões próximas consideravelmente menos urbanizadas. As precipitações também têm aumentado desde 1973, como já ocorrido no anterior hemiciclo úmido: 1870 a 1920.
A época mais chuvosa é o verão, quando se desenvolvem tormentas, às vezes muito intensas, que ocasionam grandes acumulados de chuva em um curto período de tempo; a elevada umidade desta época torna o tempo muito abafado. Já no inverno são mais comuns e contínuos os chuviscos e dias sujeitos a maior nebulosidade, no entanto, não se pode dizer que haja uma estação de chuvas; geadas podem se fazer presentes em dias de céu sem nuvens e temperaturas próximas ou abaixo de 0 °C. Os nevoeiros, outra característica de Buenos Aires, têm-se tornado raros e, quando ocorrem, se dão em curtos períodos do ano.
As nevadas na cidade não são habituais. A última nevada significativa ocorreu em 9 de julho de 2007, esta começou na forma de aguaneve e terminou cobrindo grande parte da cidade. Nas zonas suburbanas a mesma chegou a ter um acúmulo muito maior. Tal evento climático ocorreu em consequência de um grande vento polar que atingiu a Argentina. Desde que se tem obtido registros sistemáticos do clima, a partir do ano 1870, só se sabe de outra nevada considerável em 1918. Em 1912, 1928 e 1967 houve queda de aguaneve.
Buenos Aires recebe a influência de dois tipos de ventos sazonais: o pampeiro e a sudestada. O primeiro provém do sudoeste, só inicia-se com uma tormenta curta que rapidamente da frente a um ar muito mais frio e seco. Ainda que possa dar-se em qualquer época do ano, se tem com maior intensidade no verão; costuma ocorrer logo após um período de calor intenso. A sudestada, menos frequente que o anterior, ocorre principalmente no outono e na primavera. Consiste em um vento forte do sudeste, fresco e muito úmido, que dura vários dias e por muitas vezes acompanhado de precipitações débeis e constantes. O vento contínuo faz subir as águas do Rio da Prata, chegando às vezes a produzir inundações nas zonas mais baixas da cidade, como o bairro de La Boca.
| Dados climatológicos para Buenos Aires                                                                                                   | Dados climatológicos para Buenos Aires | Dados climatológicos para Buenos Aires | Dados climatológicos para Buenos Aires | Dados climatológicos para Buenos Aires | Dados climatológicos para Buenos Aires | Dados climatológicos para Buenos Aires | Dados climatológicos para Buenos Aires | Dados climatológicos para Buenos Aires | Dados climatológicos para Buenos Aires | Dados climatológicos para Buenos Aires | Dados climatológicos para Buenos Aires | Dados climatológicos para Buenos Aires | Dados climatológicos para Buenos Aires |
| Mês | Jan                                    | Fev                                    | Mar                                    | Abr                                    | Mai                                    | Jun                                    | Jul                                    | Ago                                    | Set                                    | Out                                    | Nov                                    | Dez                                    | Ano                                    |
| --- | -------------------------------------- | -------------------------------------- | -------------------------------------- | -------------------------------------- | -------------------------------------- | -------------------------------------- | -------------------------------------- | -------------------------------------- | -------------------------------------- | -------------------------------------- | -------------------------------------- | -------------------------------------- | -------------------------------------- |
| Temperatura máxima recorde (°C) | 43,3                                   | 38,7                                   | 37,9                                   | 36                                     | 31,6                                   | 28,5                                   | 30,2                                   | 34,4                                   | 34                                     | 34,5                                   | 36,8                                   | 40,5                                   | 43,3                                   |
| Temperatura máxima média (°C) | 30,4                                   | 28,7                                   | 26,4                                   | 22,7                                   | 19                                     | 15,6                                   | 14,9                                   | 17,3                                   | 18,9                                   | 22,5                                   | 25,3                                   | 28,1                                   | 22,5                                   |
| Temperatura média (°C) | 25,1                                   | 23,7                                   | 21,4                                   | 17,7                                   | 14,3                                   | 11,2                                   | 10,9                                   | 12,7                                   | 14,2                                   | 17,7                                   | 20,6                                   | 23,2                                   | 17,7                                   |
| Temperatura mínima média (°C) | 20,4                                   | 19,4                                   | 17                                     | 13,7                                   | 10,3                                   | 7,6                                    | 7,4                                    | 8,9                                    | 9,9                                    | 13                                     | 15,9                                   | 18,4                                   | 13,5                                   |
| Temperatura mínima recorde (°C) | 5,9                                    | 4,2                                    | 2,8                                    | −2,3                                   | −4                                     | −5,3                                   | −5,4                                   | −4                                     | −2,4                                   | −2                                     | 1,6                                    | 3,7                                    | −5,4                                   |
| Precipitação (mm) | 121,6                                  | 122,6                                  | 153,9                                  | 106,9                                  | 92,1                                   | 50                                     | 52,9                                   | 63,2                                   | 77,7                                   | 139,3                                  | 131,2                                  | 103,2                                  | 1 214,6                                |
| Dias com precipitação (≥ 1 mm) | 9                                      | 9                                      | 9                                      | 9                                      | 8                                      | 6                                      | 7                                      | 8                                      | 7                                      | 10                                     | 10                                     | 9                                      | 101                                    |
| Umidade relativa (%) | 65                                     | 70                                     | 72                                     | 77                                     | 76                                     | 79                                     | 79                                     | 74                                     | 71                                     | 69                                     | 69                                     | 64                                     | 72                                     |
| Insolação (h) | 251,1                                  | 238                                    | 226,3                                  | 192                                    | 161,2                                  | 123                                    | 133,3                                  | 170,5                                  | 189                                    | 217                                    | 231                                    | 241,8                                  | 2 374,2                                |
| Fonte: Serviço Meteorológico Nacional da Argentina (médias climatológicas de 1981 a 1990; recordes absolutos de temperatura desde 1906). |                                        |                                        |                                        |                                        |                                        |                                        |                                        |                                        |                                        |                                        |                                        |                                        |                                        |
| Fonte 2: National Oceanic and Atmospheric Administration (horas de sol, 1961-1990).                                                      |                                        |                                        |                                        |                                        |                                        |                                        |                                        |                                        |                                        |                                        |                                        |                                        |                                        |

## Demografia

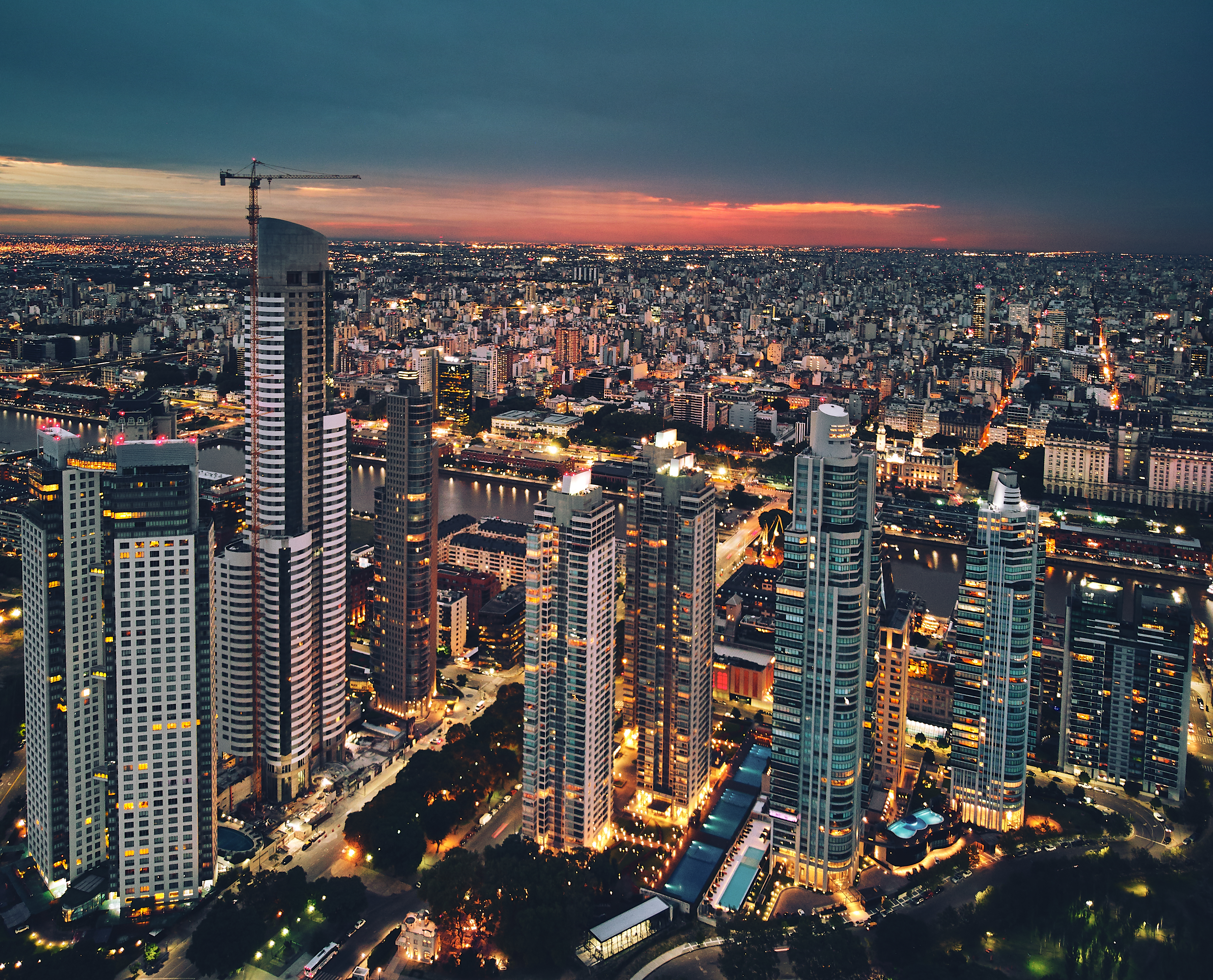
Panorama da cidade a partir de Puerto Madero

No último censo nacional realizado em outubro de 2010 pelo INDEC, na Cidade de Buenos Aires contabilizou 2 890 151 habitantes dos quais 54% pertencem ao sexo feminino e 46% ao sexo masculino. A cidade conta com uma importante densidade demográfica que ascende a 14 307,6/km².
Buenos Aires tem mantido baixas taxas de natalidade nas últimas décadas. Em 2008 45 820 nascimentos foram registrados dando uma taxa bruta de natalidade de 15,1 ‰. O crescimento vegetativo é acessível 4,6 ‰ (0,46%), semelhante ao de países europeus. Na última década, a fertilidade da cidade variou 1,7-1,9 filhos por mulher.
A zona norte da cidade (tomando como divisão do norte-sul para a Avenida Rivadavia) é rica e próspera, com vários hospitais, serviços e grande densidade populacional.

### Composição étnica

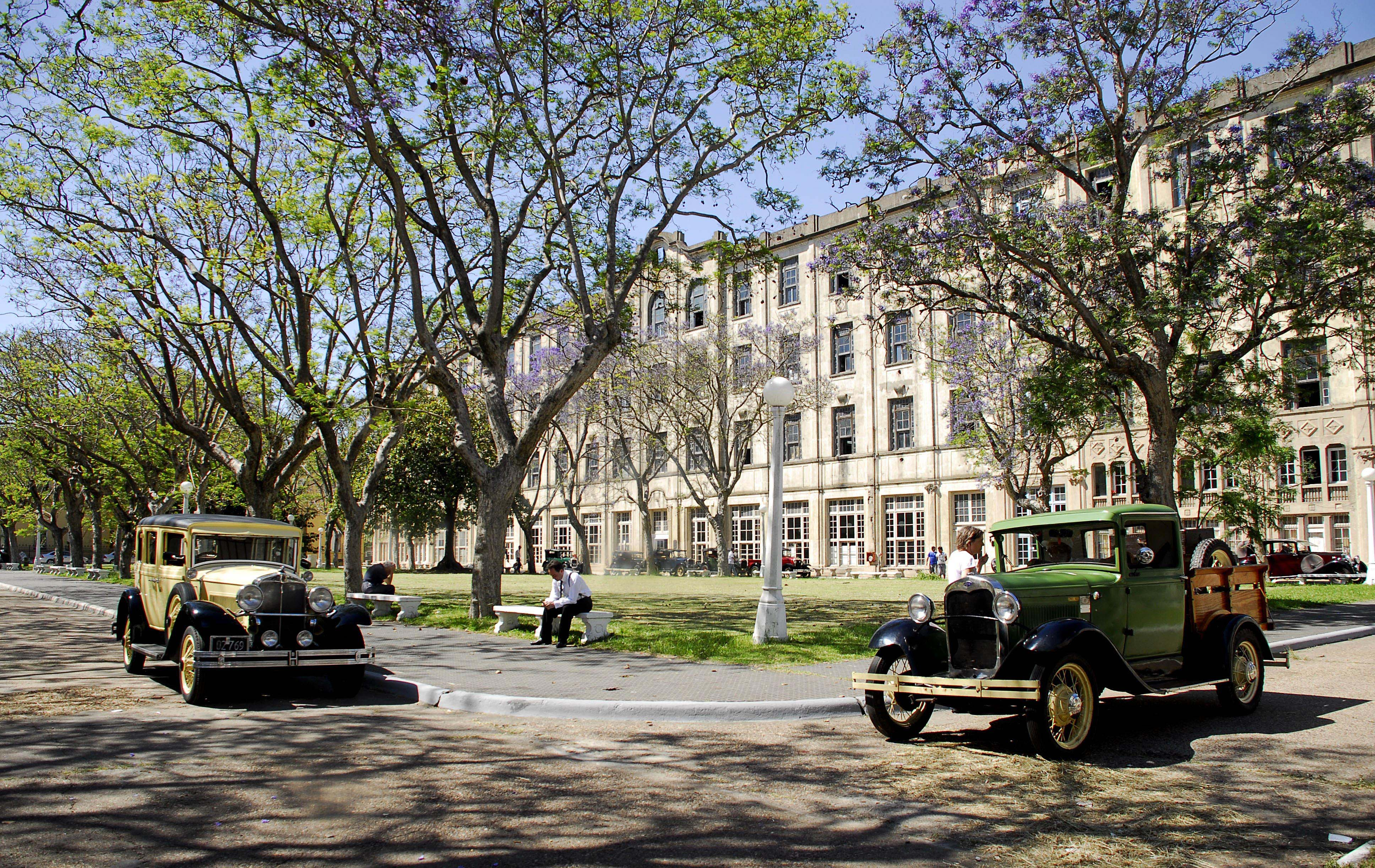
Hotel de Imigrantes, construído em 1906

A inícios do século XXI, devido ao envelhecimento (por escassa fecundidade dos estratos de classe média) da população nativa portenha, a emigração ao estrangeiro e a substituição demográfica em grande medida provocada pelas crise econômicas, cerca de 40% dos portenhos não nasceram nem na cidade nem nos partidos do Grande Buenos Aires, sinal que se trata de população que migrou desde as províncias do norte argentino e de outros países (se calcula que 316 739 de seus habitantes, nasceram no estrangeiro). Segundo a Direção Geral de Estadística e Censos (pertencente ao Governo da C.A.B.A.), em 2008 a taxa de fecundidade foi de 1,94 filhos por mulher (por debaixo do nível de superação geracional de 2,1 filhos por mulher).

### Religião

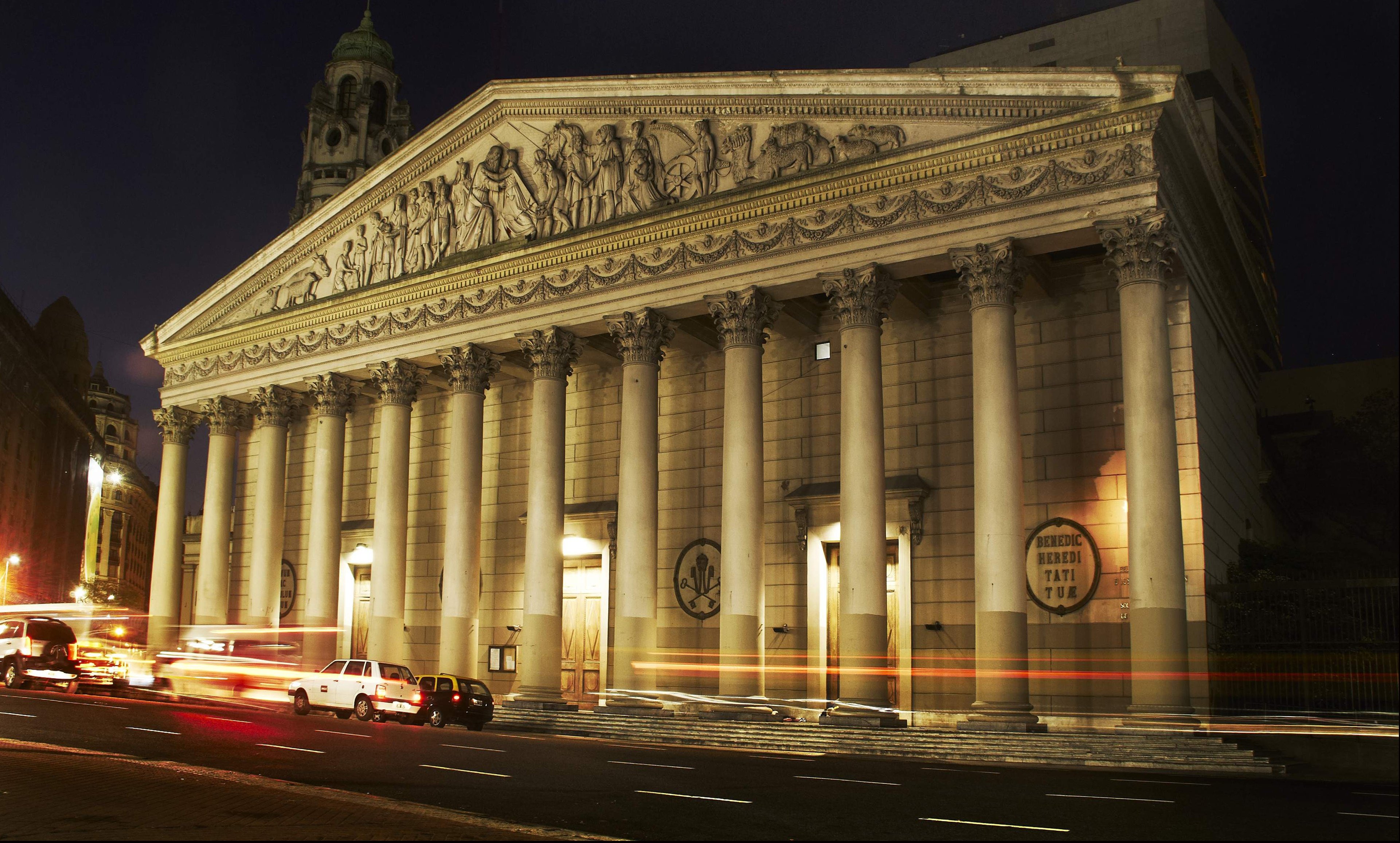
Catedral Metropolitana de Buenos Aires

De acordo com uma pesquisa do CONICET de 2008 sobre os credos, o cristianismo é a religião predominantemente praticada em Buenos Aires (79,6%) e a maioria dos habitantes é católica (70%), embora estudos tenham descoberto que nas últimas décadas menos de 20% são praticantes. A cidade é a sede de um arcebispo metropolitano católico romano (o primaz católico da Argentina), atualmente Dom Mario Aurelio Poli. Seu predecessor, o cardeal Jorge Bergoglio, foi eleito ao Papado como Papa Francisco em 13 de março de 2013. Existem cristãos protestantes, cristãos ortodoxos, muçulmanos, judeus, testemunhas de Jeová, mórmons e budistas. A cidade abriga a maior mesquita da América do Sul. Além disso, a irreligião em Buenos Aires é mais alta do que em outras partes do país, sendo que cerca de 18% dos porteños declaram-se ateus ou agnóstico.

### Problemas socioeconômicos

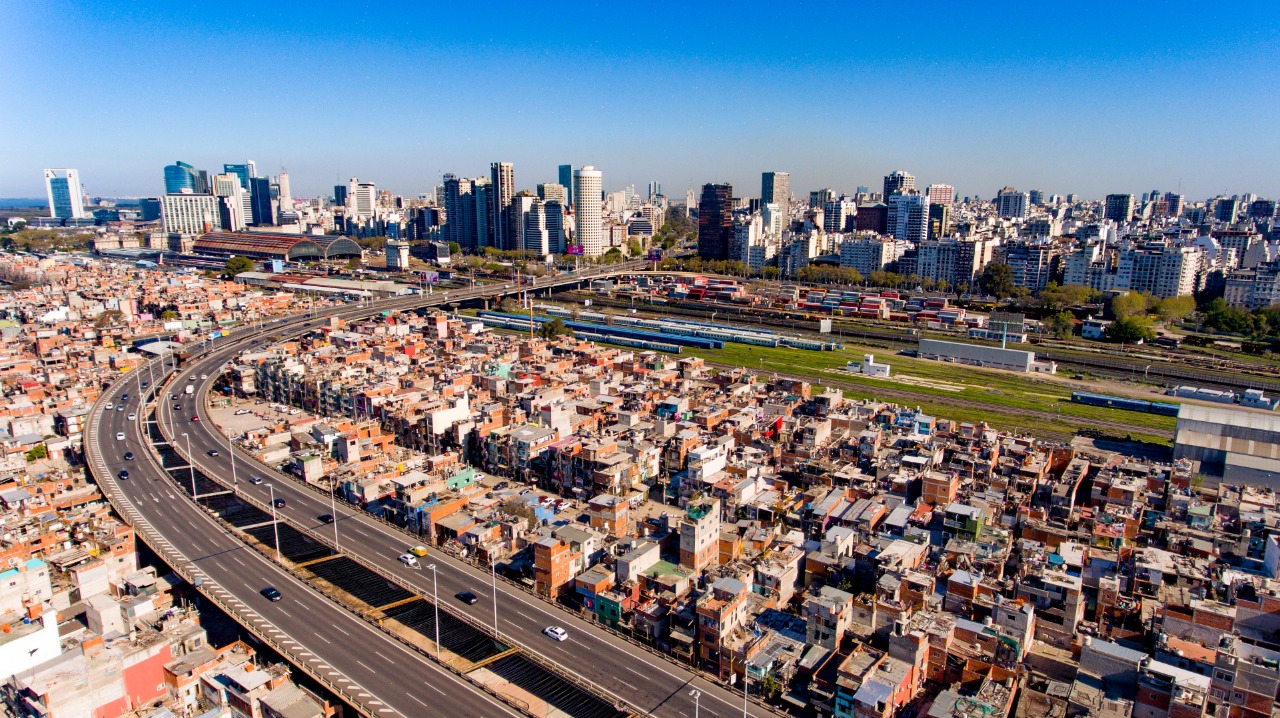
Favela Villa 31, no Retiro

As villas misérias (conhecidas como favelas em português) existem desde o século XIX, alimentadas tanto pelo êxodo rural como por uma grande quantidade de imigrantes europeus, a recente crise econômica do país, que tem feito crescer a desigualdade no ingresso, apesar do crescimento econômico dos últimos anos.
O problema da insalubridade em muitos dos assentamentos informais e tem-se agravado com a contaminação do poluído Riachuelo(um dos rios mais contaminados do mundo) também em várias zonas do centro da cidade existem assentamentos precários, como o caso da Villa 31 nas imediações do bairro do Retiro.
A taxa de homicídios é menor do que as cidades norte-americanas, incluindo Nova Iorque, com 7,0 por 100 mil habitantes, enquanto em Buenos Aires é de 4,57, extremamente baixo quando comparado com a média de 30,7 o que existe na América Latina. Buenos Aires é uma das cidades mais seguras do continente.

## Governo e administração

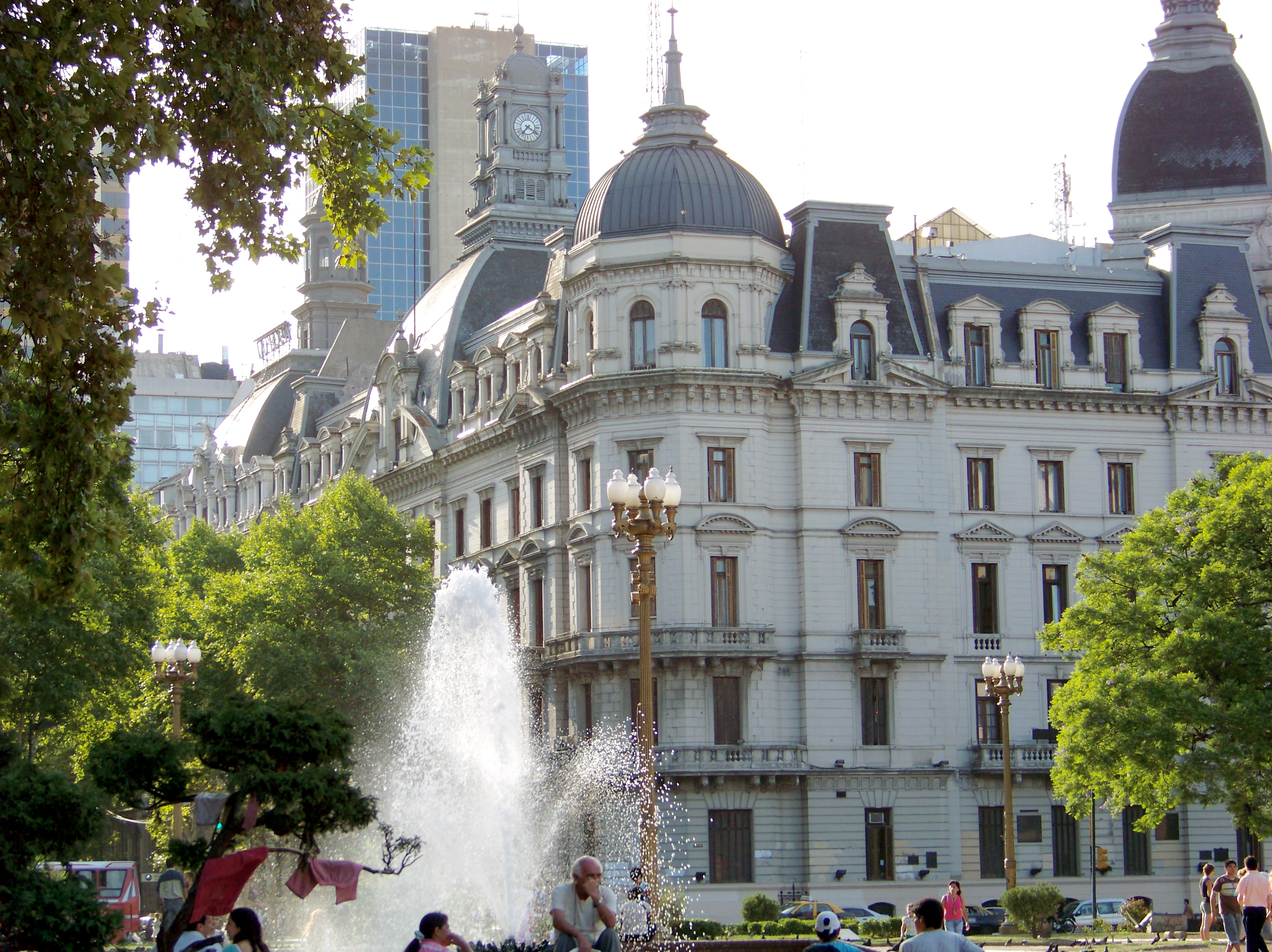
Prefeitura de Buenos Aires

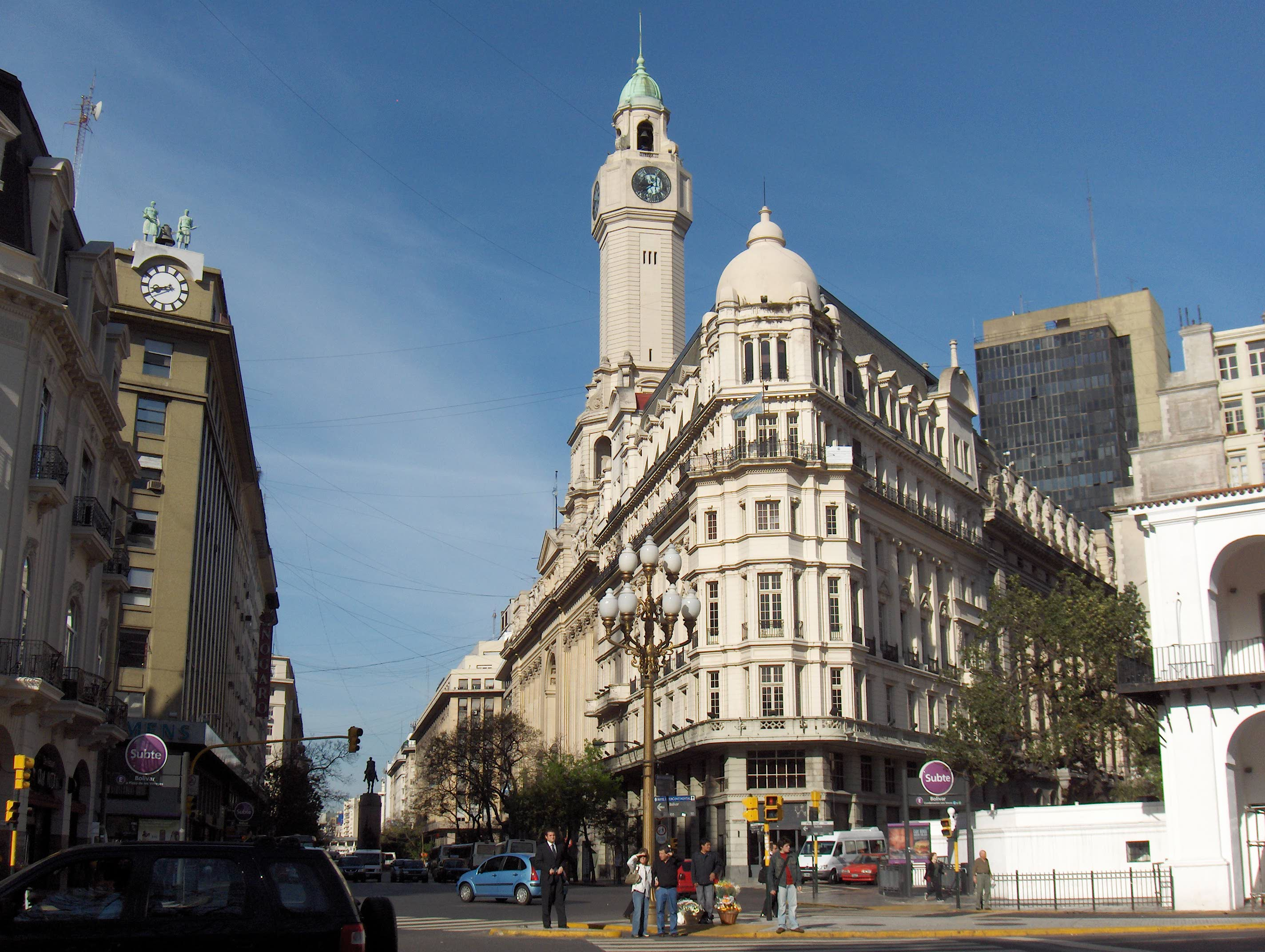
Legislatura da Cidade de Buenos Aires

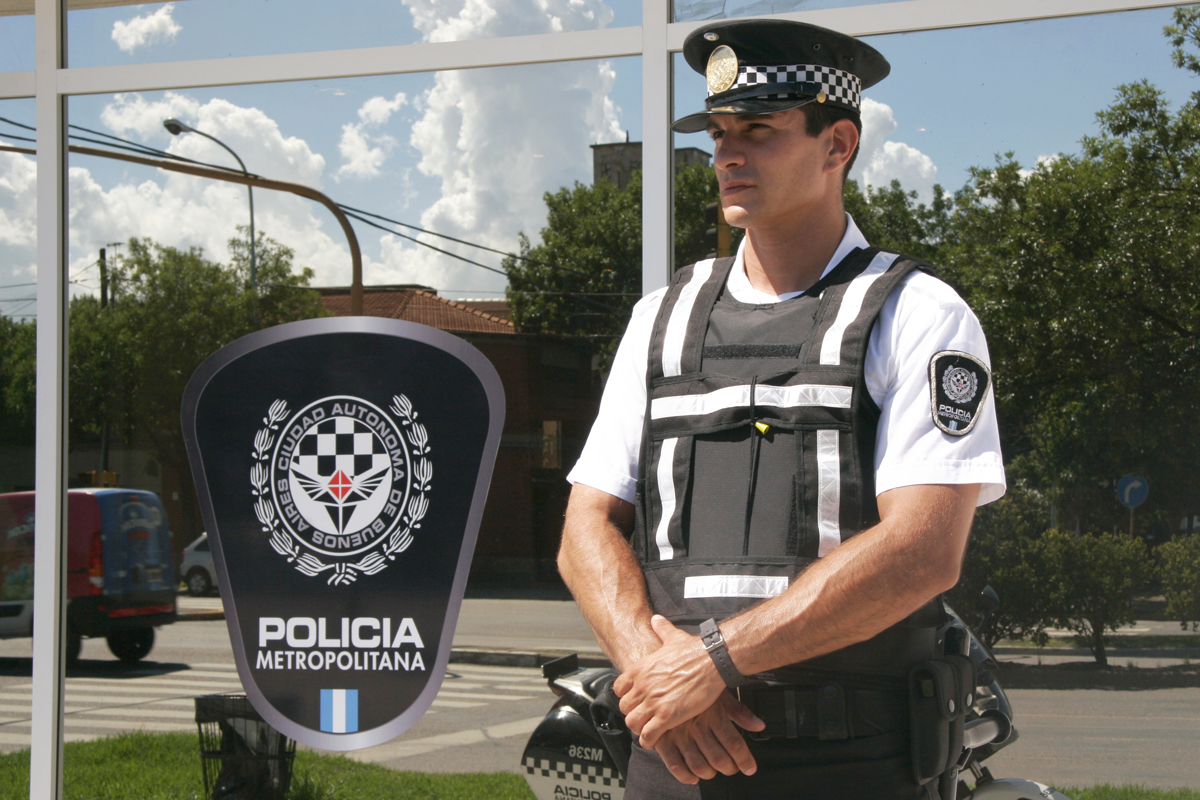
Polícia Metropolitana de Buenos Aires

O Poder Executivo da cidade é composto pelo Chefe de Governo, que é eleito mediante o voto dos cidadãos locais para exercer o cargo durante quatro anos. Seu substituto natural é o Vice-chefe de Governo, que é além do presidente da Legislatura da Cidade de Buenos Aires. O Chefe de Governo da Cidade é Horacio Rodríguez Larreta desde 9 de dezembro de 2015.
O Poder Legislativo é formado pela Legislatura da Cidade de Buenos Aires, integrada por sessenta deputados. Cada deputado dura quatro anos em suas funções, e a legislatura se renova por metades a cada dois anos mediante o voto direto no acumulativo na base da Lei ou ao Método D'Hondt.
De acordo com a Lei 24.588, a Justiça da cidade apenas tem jurisdição em temas de bairro, contravencional e de faltas, contencioso-administrativa e tributária locais.
O Poder Judicial se encontra formado pelo Tribunal Superior de Justiça, o Conselho da Magistratura, o Ministério Público e os diferentes Tribunais da Cidade. No entanto, sua organização em termos de autonomia legislativa e judicial, é menor em términos jurídicos que a de qualquer das províncias que compõem a República Argentina. A Justiça em assuntos de direito comum que se em parte na cidade está regida pelo Poder Judicial da Nação.
Existe em Buenos Aires uma forma de descentralização administrativa composta pelos Centros de Gestão e Participação Comunal, que serão substituídos a partir de 2009 por um novo sistema de comunas. Cada comuna terá seu próprio patrimônio e pressuposto, e estará governada por uma Junta Comunal. Esta Junta estará integrada por sete membros, que duraram quatro anos em suas funções.

### Segurança pública
Em quanto as forças de segurança, a Lei Nº 24.588 indica que o governo portenho exerce as funções de segurança em todas as matérias não federais, as quais são exercidas pela Polícia Federal Argentina, a cargo do Poder Executivo nacional.
Para estas tarefas foi criada em 1º de Janeiro de 2017 a Polícia da Cidade de Buenos Aires, com a fusão entre a Polícia Metropolitana de Buenos Aires e a Superintendência de Segurança Metropolitana da PFA.O efetivo da nova força é de 21 mil policiais + 4 mil civis em funções administrativas. Assim, o governo portenho criou a maior polícia civil municipal de ciclo completo de toda a América do Sul e Caribe. A Polícia da Cidade trabalha em conjunto com a Polícia Federal Argentina e na zona portuária, com a Prefeitura Naval Argentina.

### Geminações
A Cidade de Buenos Aires tem tido, ao longo de sua história, diversos geminações com cidades de vários continentes, além de geminações com algumas regiões ou comunidades autónomas.
- Atenas[57]
- Pequim[58]
- Belgrado[57]
- Berlim[59][60]
- Bilbao[61]
- Brasília[62]
- Cairo[57][63]
- Cádiz[64]
- Calábria[65]
- Guadix[66]
- Kiev[67]
- Miami[68]
- Moscou[69]
- Nápoles[57]
- Osaka[70]
- Oviedo[71]
- Praga[72]
- Roterdã[73]
- São Paulo[74][75]
- Seul[76]
- Sevilha[77]
- Tel Aviv[57]
- Toulouse[78]
- Vigo[79]
- Varsóvia[80]
- Erevã[81]
- Zagrebe[82]

## Subdivisões

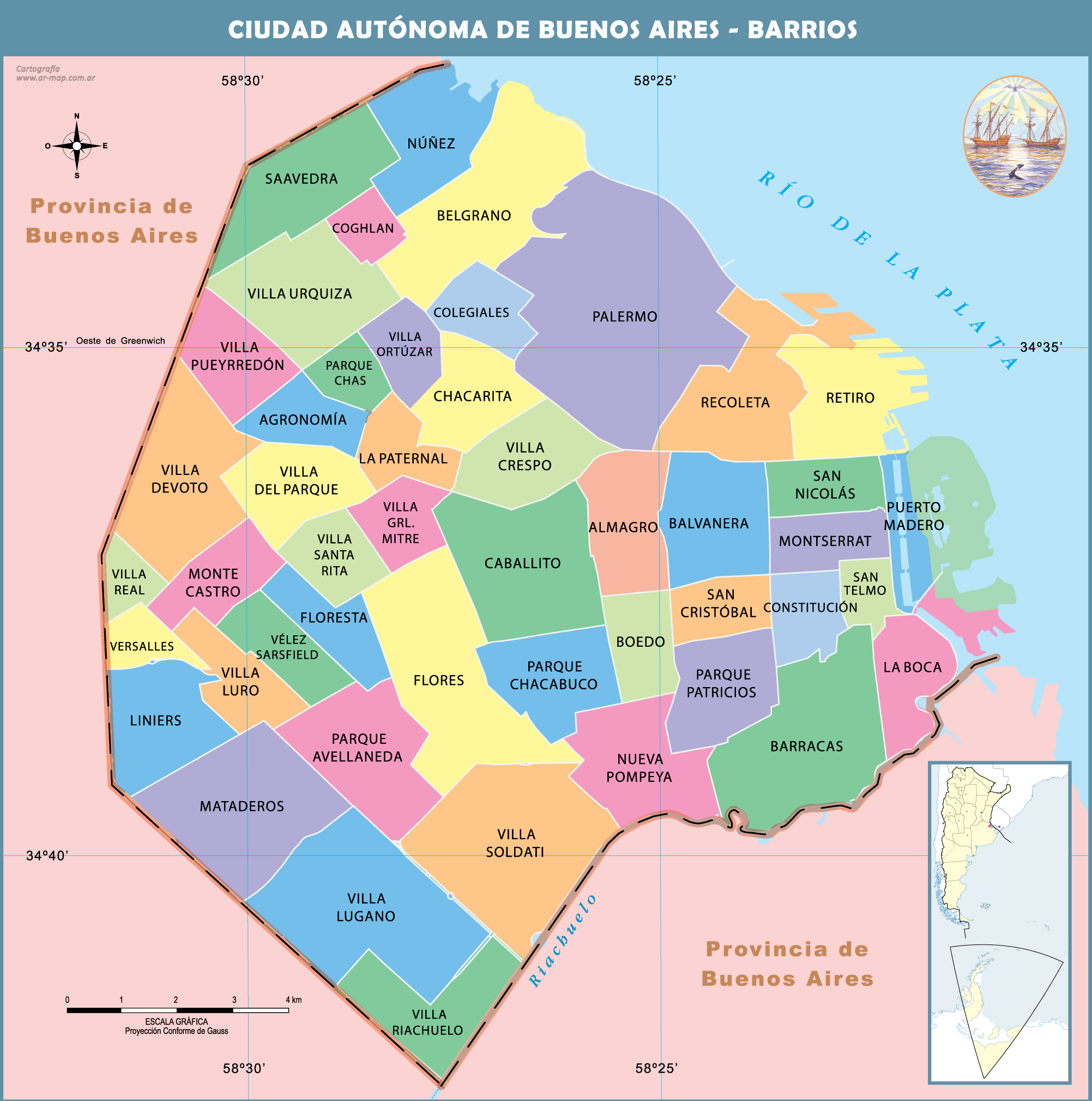
Bairros de Buenos Aires

Oficialmente a cidade se encontra dividida em 48 bairros ou unidades territoriais que derivam das antigas paróquias estabelecidas no século XIX. Ainda que se fale de 100 bairros portenhos, esta expressão tem origem em uma canção popular e não na quantidade real de bairros. Cada bairro tem sua própria história e características populacionais que lhe imprimem cor, estilo e costumes únicos; e são um reflexo da variedade cultural que atua na cidade. Algumas destas unidades territoriais existem desde décadas, no entanto existem outras que foram determinadas recentemente. Este é o caso de Parque Chas, cujos limites foram estabelecidos em 25 de janeiro de 2006 quando foi publicada no Boletim Oficial a Lei 1 907. No entanto, sempre existiu uma grande quantidade de denominações não oficiais para algumas zonas da cidade, como Bairro Parque e Abasto, quantidade que na atualidade se encontra em aumento devido a motivos puramente comerciais.
Os bairros do norte e noroeste têm-se convertido no centro da riqueza, com lojas exclusivas e várias áreas residenciais da classe alta como Recoleta, Palermo, Belgrano assim como também Puerto Madero, localizado ao sul da cidade. Em outro bairro do sul como Barracas, emerge uma população de classe média e média alta graças ao auge imobiliário na zona. Excetuando estes dois últimos bairros, a zona sul é a que ostenta os menores indicadores socioeconômicos da cidade. O sistema de descentralização de governo por comunas, retomará os limites inter-bairros, já que haverá uma comuna por cada bairro ou bairros vizinhos.

## Economia

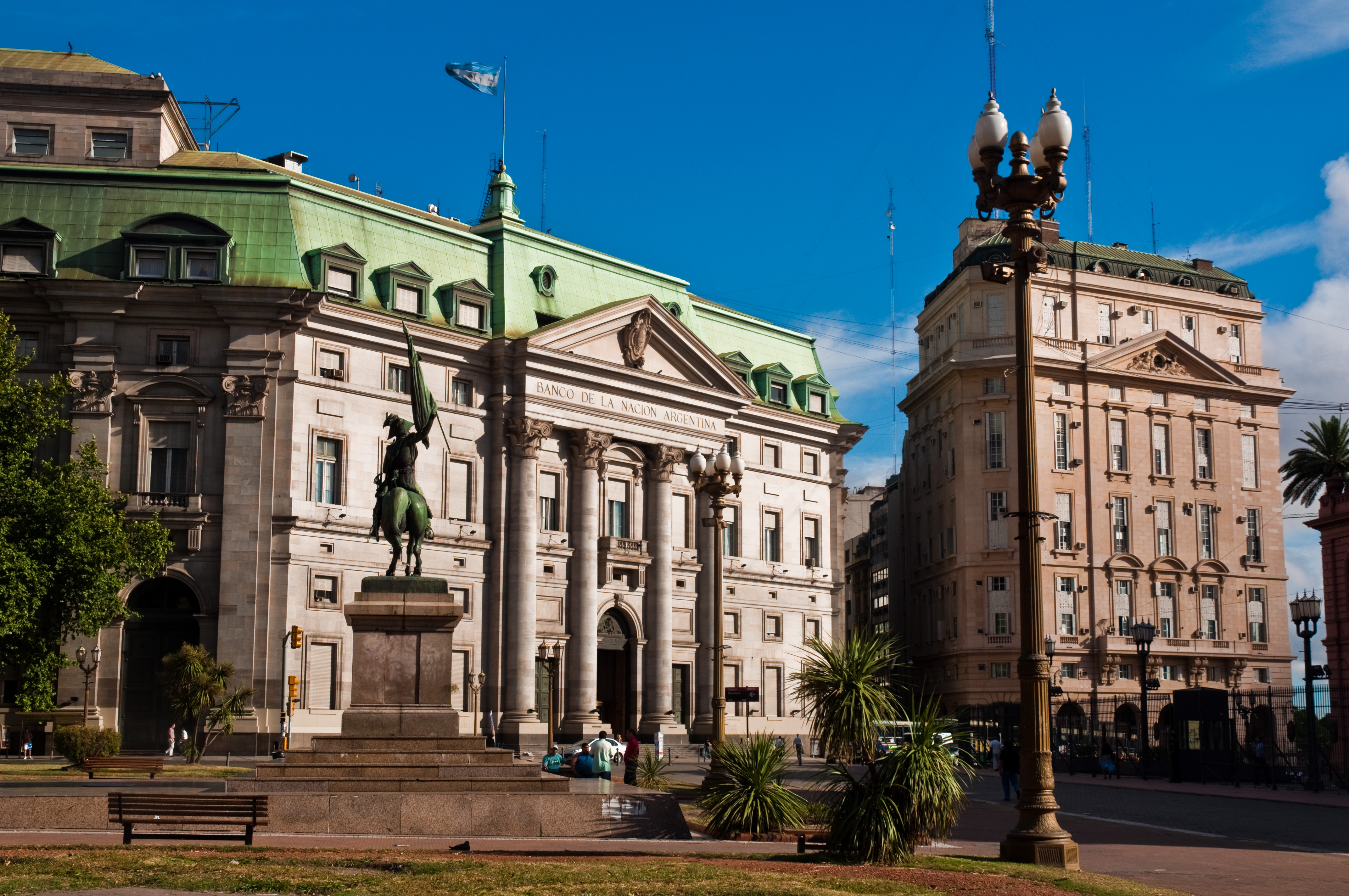
Banco de la Nación Argentina

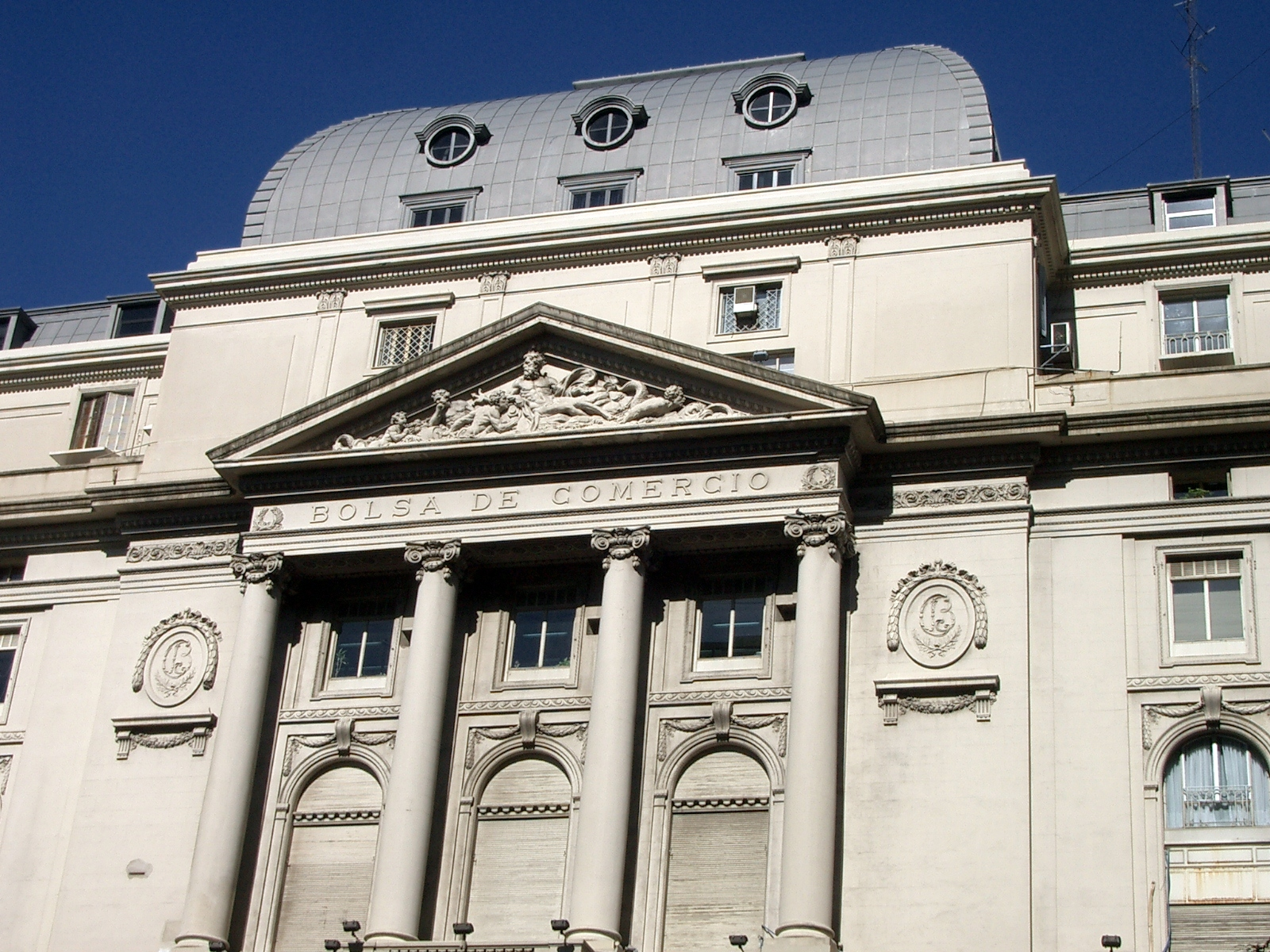
Bolsa de Comércio de Buenos Aires

Em 2008 o Produto Interno Bruto (PIB) da cidade de Buenos Aires foi de aproximadamente 90 bilhões de dólares (quase 350 bilhões de pesos argentinos), sendo responsável por cerca de 43% do PIB total da Argentina naquele ano. Esse valor resulta em 40,4 mil pesos argentinos per capita, muito superior ao nacional (de 18,8 mil pesos argentinos em 2008) verificado no mesmo ano e fica para a cidade a terceira cidade capital com maior renda per capita da América Latina, depois da Cidade do México e de Brasília. Isto, devido ao tipo de câmbio relativamente desvalorizado do peso argentino, apresenta importantes distorções, já que, tendo o poder aquisitivo em conta, Buenos Aires conta com o segundo maior produto per capita na região sul-americana. O PIB nominal da cidade cresceu em 2006 cerca de 11,4% a respeito de 2005.
O setor mais importante para a economia da cidade é o de serviços, responsáveis por cerca de 78% do PIB de Buenos Aires (muito maior aos 56% em nível nacional). Os ramos mais importantes são os relacionados aos serviços comerciais, imobiliários, profissionais, empresariais e financeiros.
Nos últimos anos, um dos setores que mais veem se destacando na economia da cidade é o relacionado a construção civil, já que a quantidade de permissões para construir concedidas pelo governo local aumentou cerca de 44% entre 2002 e 2008, principalmente na periferia e nas áreas mais valorizadas da cidade, como em Puerto Madero. A influência do setor no PIB alcançou os 7,4 bilhões de dólares em 2008.
Quanto aos serviços financeiros, Buenos Aires gera 70% do valor agregado da nação Concentra 53% dos depósitos bancários e 60% dos empréstimos ao setor privado não financeiro, que ascendem a 90,4 e 53,5 milhões de pesos, respectivamente. Além de 90% das entidades financeiras do país terem sua sede na capital argentina. A cidade também figura como a metrópole, fora do Brasil, que mais presta serviços financeiros na América do Sul.

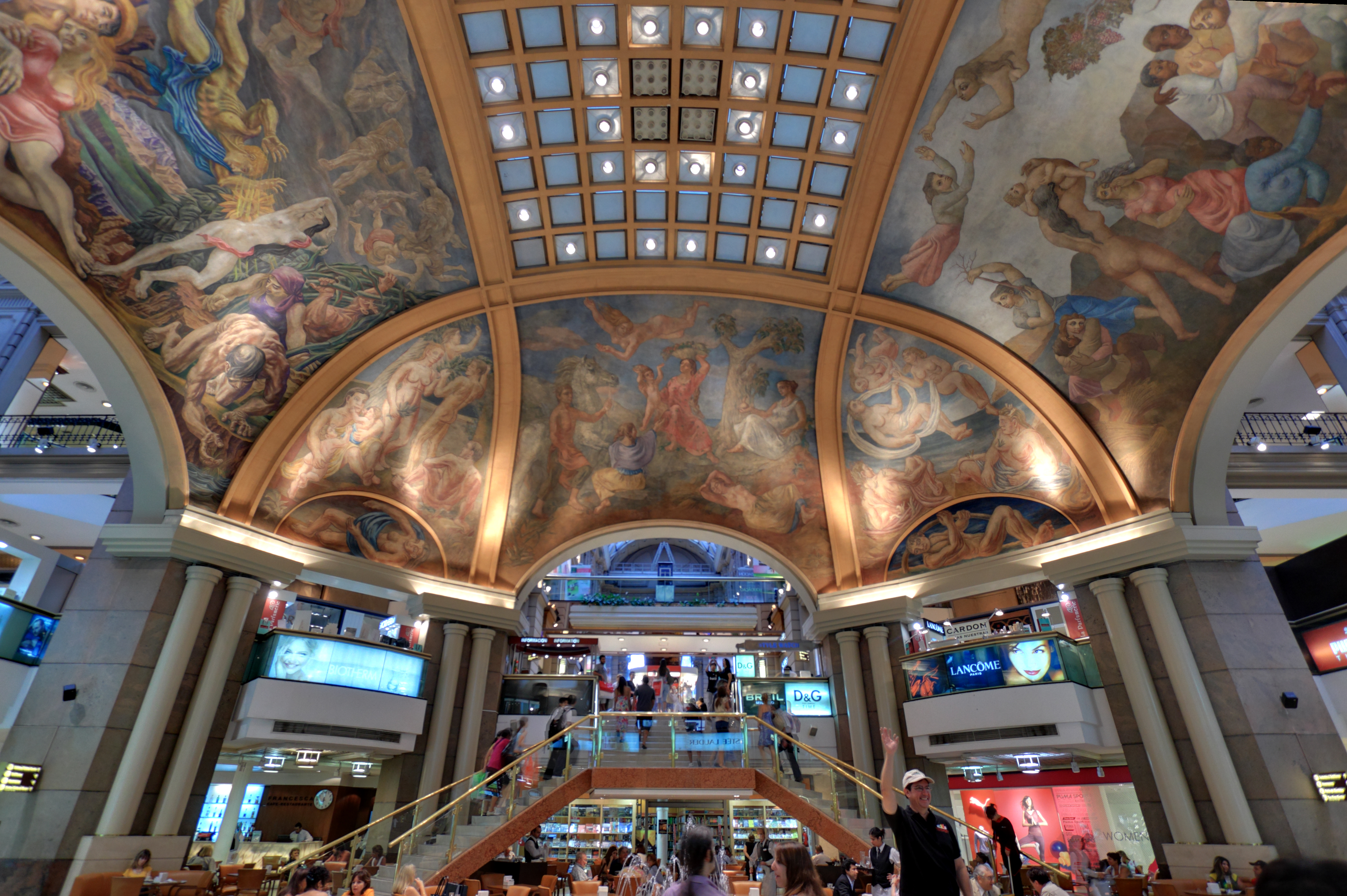
Afrescos na cúpula das Galerías Pacífico.

A indústria manufatureira representou 14,2% do PIB em 2008. O sector sofreu um aumento de 10% a respeito do ano anterior, e os setores que registraram um maior aumento da produtividade foram os de medicamentos, produtos químicos e vestuários, que somaram 14% do PIB industrial da cidade. Além destes, os produtos relacionados a indústria alimentícia, a informática e ao papel/celulose, concentram 60% do PIB industrial da cidade (2008), que representou, nesse mesmo ano, 21,5% do PIB total da cidade.
Nos últimos anos a cidade se converteu em um polo turístico, em especial pela baixa de custos que produziu para os visitantes estrangeiros e a constante desvalorização do peso. Entre 2002 e 2004 a quantidade de estabelecimentos hoteleiros aumentou em 10,7%, porém a taxa de habitações ocupadas teve um importante aumento, de 42,9%, no mesmo período. Na cidade existe um importante desenvolvimento do setor de serviços relacionados a informática, e a alta-tecnologia. Na cidade de Buenos Aires se encontram instaladas, aproximadamente, 70% das empresas geradoras de software da Argentina incluindo o Mercado Livre e o Hurb, que possui um centro de pesquisa dentro do ITBA, que a nível nacional exportou por mais de 3,9 bilhões de dólares líquidos relacionados ao setor, em 2009.

### Turismo
De acordo com o Conselho Mundial de Viagens e Turismo, o turismo vem crescendo na capital argentina desde 2002. Em uma pesquisa realizada pela revista de viagens e turismo Travel + Leisure em 2008, os viajantes votaram em Buenos Aires a segunda cidade mais desejável para visitar depois de Florença, na Itália. Em 2008, cerca de 2,5 milhões de visitantes visitaram a cidade.
Buenos Aires tem mais de 250 parques e espaços verdes, a maior concentração está no lado leste da cidade nos bairros de Puerto Madero, Recoleta, Palermo e Belgrano. Alguns dos mais importantes são os Bosques de Palermo, o Jardim Botânico de Buenos Aires, o Jardim Japonês de Buenos Aires, a Plaza San Martín e a Praça de Maio, onde podem ser vistos cinco pontos turísticos importantes: a Casa Rosada, sede do governo da Argentina, o Museu Bicentenário, a Catedral Metropolitana de Buenos Aires, o Museu Histórico Nacional do Cabildo e da Revolução de Maio e o Museu da Administração Federal de Buenos Aires.
Buenos Aires tem mais de 280 teatros, mais do que qualquer outra cidade do mundo. Por isso, Buenos Aires é declarada "capital mundial do teatro". Os teatros da cidade mostram tudo, desde musicais a balé, comédia a circos. O mais famoso é o Teatro Colón, classificado como a terceira melhor casa de ópera do mundo pela National Geographic e é acusticamente considerada como uma das cinco melhores salas de concertos do mundo. O teatro é delimitado pela ampla Avenida 9 de Julho (tecnicamente Rua Cerrito), Rua Libertad (entrada principal), Rua Arturo Toscanini e Rua Tucumán.
Buenos Aires tem vários tipos de acomodações, desde luxuosas cinco estrelas até hospedarias de baixo custo localizadas em bairros que estão mais longe do centro da cidade, embora o sistema de transporte permita acesso fácil e barato à cidade. Em fevereiro de 2008, havia 23 hotéis cinco estrelas, 61 quatro estrelas, 59 três estrelas e 87 dois hotéis ou uma estrela, bem como 25 hotéis boutique e 39 apart-hotéis; outras 298 pensões e outros estabelecimentos não-hoteleiros foram registados na cidade. Ao todo, cerca de 27 mil quartos estavam disponíveis para o turismo em Buenos Aires, dos quais cerca de 12 mil pertenciam a hotéis de quatro estrelas, cinco estrelas ou hotéis boutique. Os estabelecimentos de categoria superior normalmente gozam das maiores taxas de ocupação da cidade. A maioria dos hotéis está localizada na parte central da cidade, nas proximidades das principais atrações turísticas.

Teatro Colón

No bairro de Recoleta se encontra uma grande quantidade de pontos turísticos de grande valor cultural. Ali se pode encontrar a sede principal do Museu Nacional de Belas Artes, a Biblioteca Nacional, o Centro Cultural Recoleta, a Faculdade de Direito da Universidade de Buenos Aires, a Basílica Nossa Senhora de Pilar, o Palais de Glace, o Bar La Biela e o Cemitério da Recoleta, onde se encontram alojados os restos de Eva Duarte de Perón.
No bairro de Retiro pode-se visitar a estação do mesmo nome, e percorrer vários monumentos e edifícios emblemáticos da cidade, como os monumentos aos Caídos na Guerra das Malvinas e ao General San Martín, assim como a Torre Monumental e o Edifício Kavanagh, um dos mais altos da cidade. O Museu de Arte Latino-americano de Buenos Aires, um dos mais importantes do país, se encontra no bairro de Palermo, onde também se situam os Bosques de Palermo, o Planetário, e o Zoológico de Buenos Aires.
Buenos Aires tornou-se um destinatário do turismo LGBT. Devido à existência de alguns sites gay-friendly, a lei de união civil de 2002. Ao legalizar o casamento homossexual em 15 de julho de 2010, a Argentina se tornou o primeiro país da América Latina, o segundo nas Américas e o décimo no mundo a fazê-lo. A Lei de Identidade de Gênero, aprovada em 2012, tornou o país o único que permite que as pessoas mudem suas identidades de gênero sem enfrentar barreiras como terapia hormonal, cirurgia ou diagnóstico psiquiátrico que as rotula como tendo uma anormalidade. Em 2015, a Organização Mundial da Saúde citou a Argentina como um exemplo em direitos de transgêneros.

## Infraestrutura

### Educação

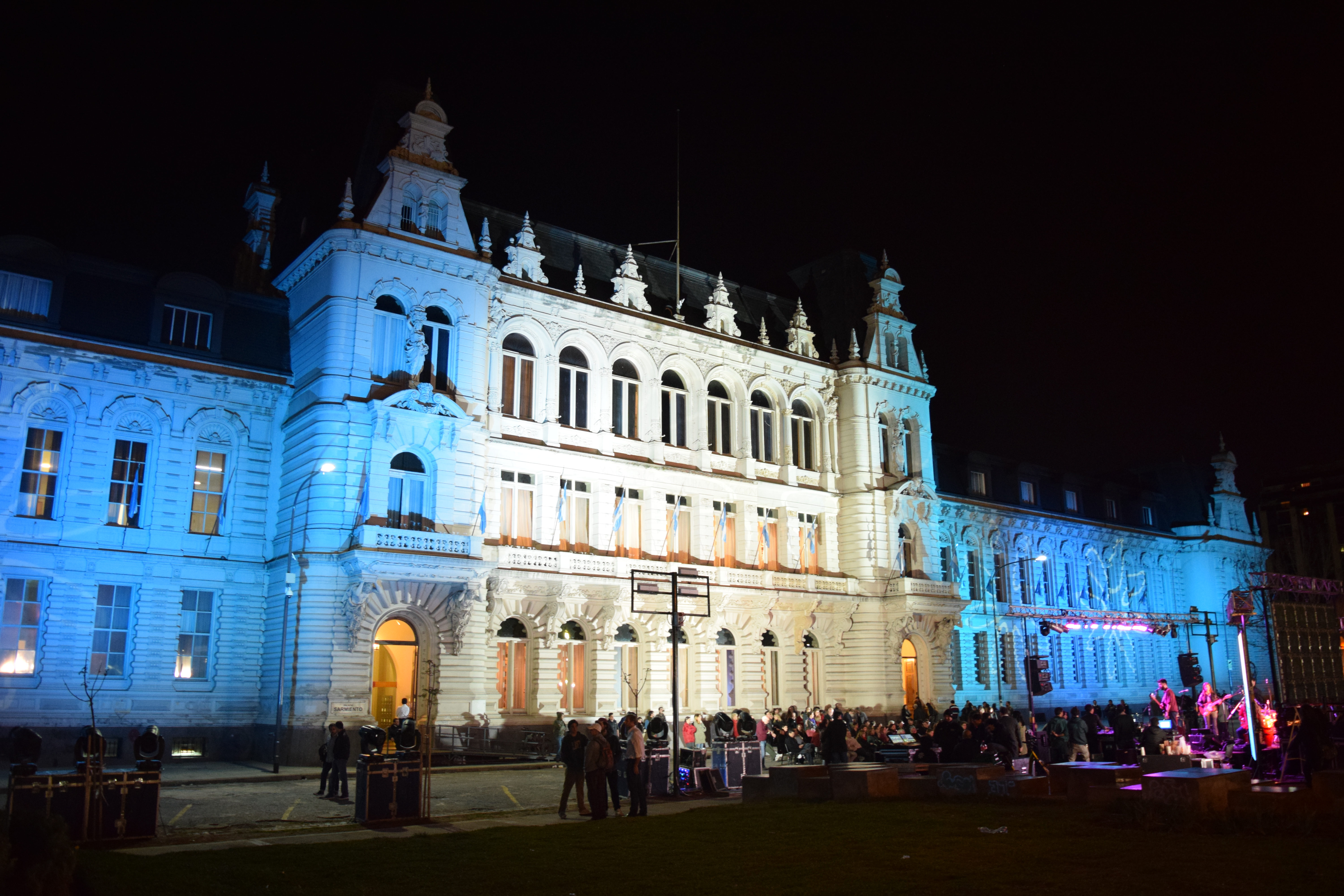
Palácio Pizzurno, sede do Ministério da Educação

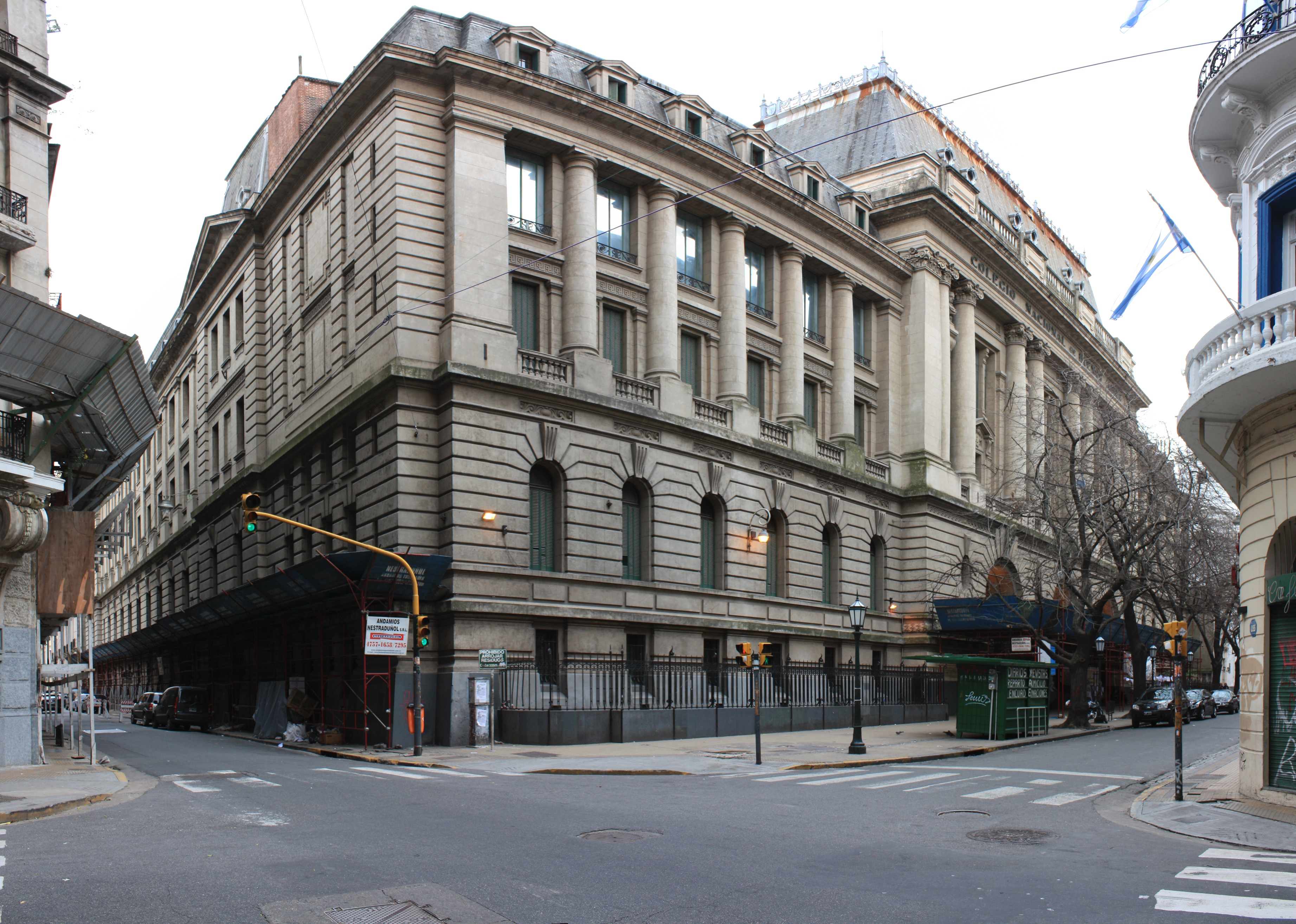
Colegio Nacional Buenos Aires, uma escola pública de ensino médio

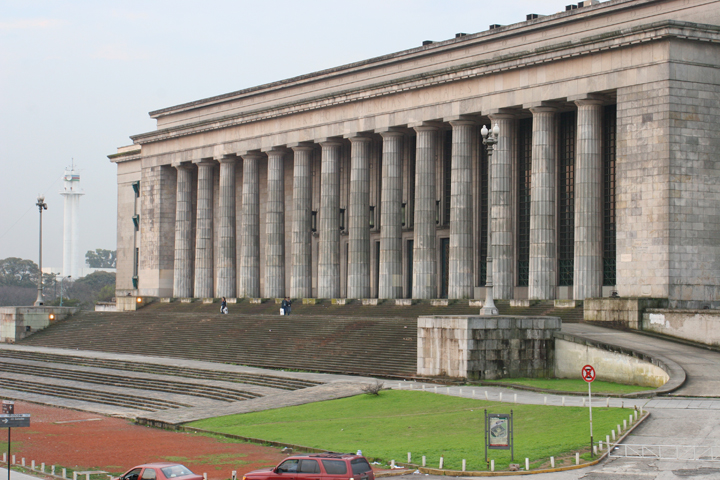
A Universidade de Buenos Aires, fundada em 1821, é uma das maiores universidades de América

A Cidade de Buenos Aires conta com o menor índice de analfabetismo da República Argentina, sendo de 0,45% entre os maiores de 10 anos. Segunda uma pesquisa realizada pela Direção General de Estatística e Censos em 2006, a taxa de escolaridade por nível é de 96,5% para o nível inicial (5 anos) é de 98,6% para o nível primário (6 a 12 anos) e de 87,0% para o nível médio (13 a 17 anos). Além da quantidade de alunos matriculados se mantém um aumento, alcançando os 656 571 alunos em 2 318 estabelecimentos durante 2006.
A Cidade de Buenos Aires conta com uma grande quantidade de estabelecimentos educativos. Salvo no caso das escolas primárias onde há mais estabelecimentos estatais, é maior o número de estabelecimentos privados. No entanto a quantidade de alunos matriculados em estabelecimentos educativos de gestão privada é levemente menor registrada nas instituições estatais. A capital argentina recebe também a estudantes que vivem na Província de Buenos Aires, durante 2005 a porcentagem de alunos com residência nessa província que assistiram a escolas estatais foi de 4,5% no nível inicial, de 11,8% no nível primário, de 19,5% no nível médio. A educação inicial corresponde ao período entre os 45 dias e os 5 anos. Os Jardins Maternais se encarregam da educação de menores entre os 45 dias e os 2 ou 3 anos, segundo o estabelecimento. As chamadas Escolas Infantis abrigam o período completo, entre os 45 dias e os 5 anos.[carece de fontes?]
A educação primária abarca desde os 6 aos 12 anos do menor, e é obrigatória em toda a República Argentina. Em todas se ensina um segundo idioma, nas de gestão oficial apenas desde o 4º grau (inglês nas instituições de jornada simples; e inglês, francês ou italiano nas de jornada completa), ainda que na cidade funcionem 22 estabelecimentos plurilíngues, onde além do castelhano se ensina inglês, francês, português ou italiano.[carece de fontes?]
A educação media está destinada aos menores de entre 13 e 18 anos de idade, pode alcançar os 19 anos em algumas modalidades, e está organizada em um ciclo básico que inclui os 3 primeiros anos, e um ciclo de especialização que inclui o período restante (até os 19 apenas nas escolas técnicas). A diferencia de muitas províncias, a Cidade de Buenos Aires manteve suas escolas técnicas, e mediante a Lei 898 se dispôs que o nível médio de educação é obrigatório.
Além das diferentes modalidades de educação terciária, a cidade é sede de algumas das Universidades mais importantes do país. Ali se encontram a maioria das sedes da Universidade de Buenos Aires, uma das mais importantes de América Latina. Também se encontram as principais sedes da Universidade Tecnológica Nacional, e estão instaladas algumas sedes da Universidade Nacional de General San Martín. Há alguns terciários dependentes da cidade e alguns professorados como o Instituto Superior do Professorado "Dr. Joaquín V. González". A cidade também é sede de muitas universidades privadas, como a Universidade Argentina da Empresa, a Pontifícia Universidade Católica da Argentina, a Universidade de Belgrano, a Universidad del Salvador, a Universidade Austral e a Universidade de Palermo.

### Saúde

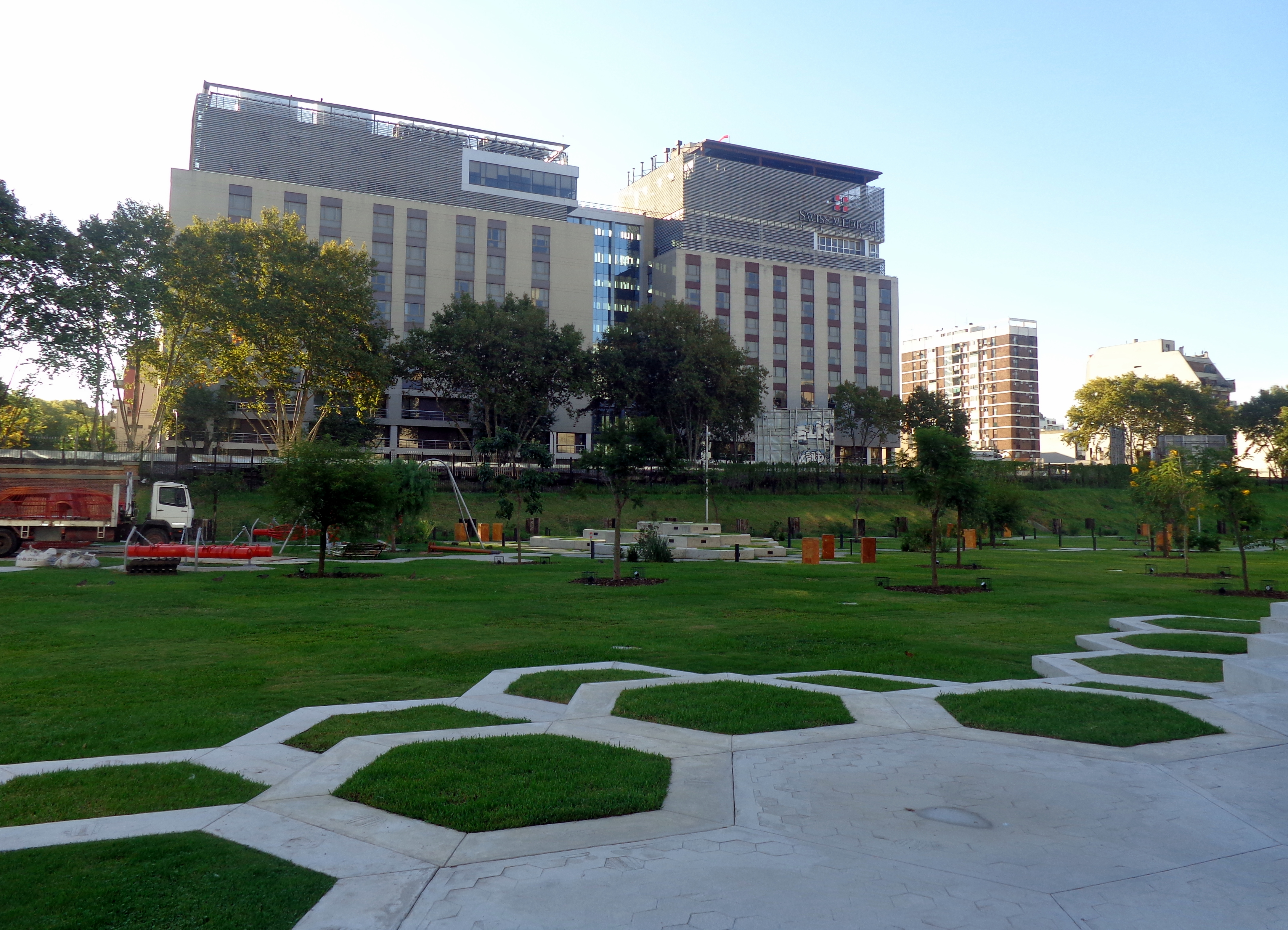
Sanatorio de los Arcos

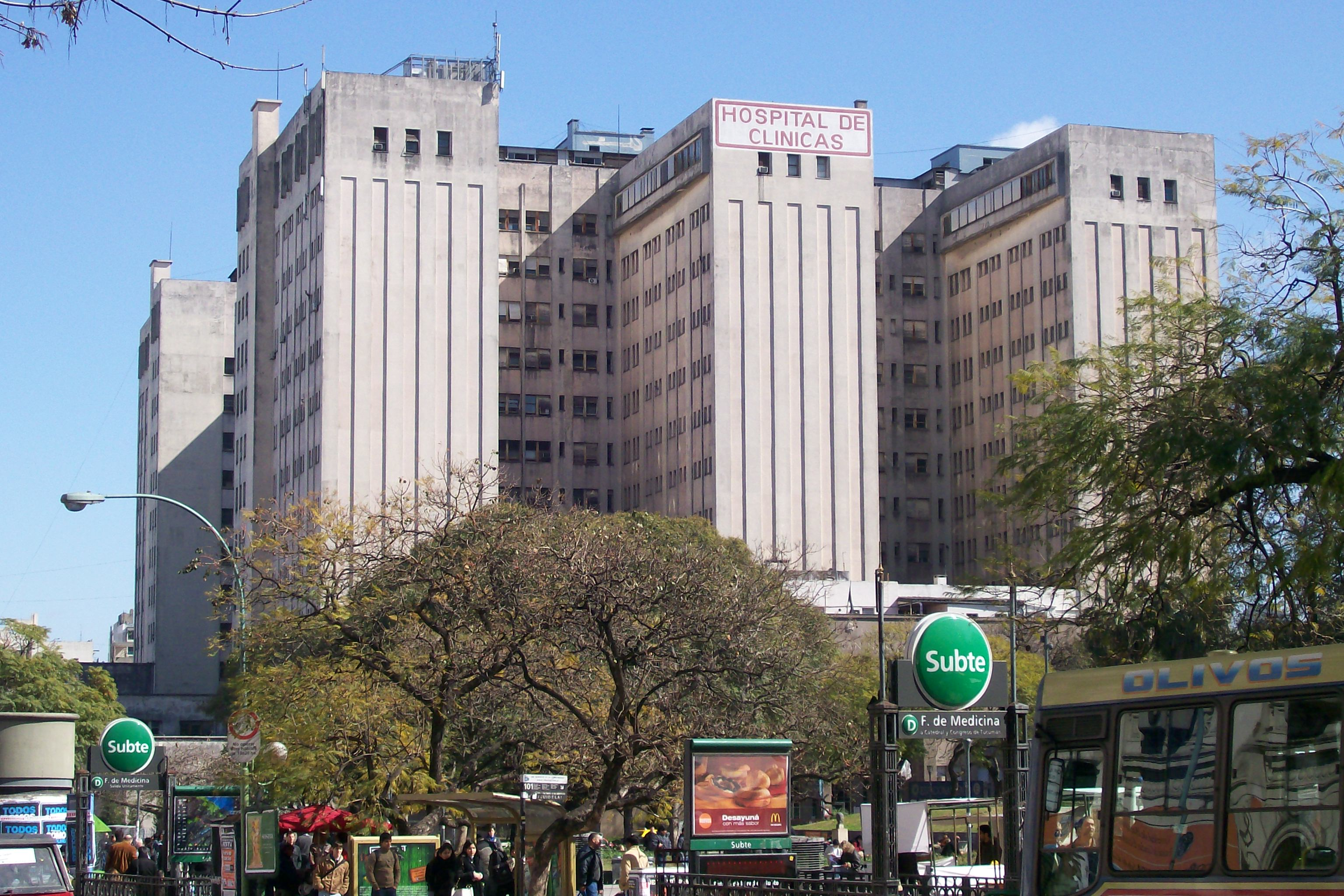
Hospital de Clínicas José de San Martín

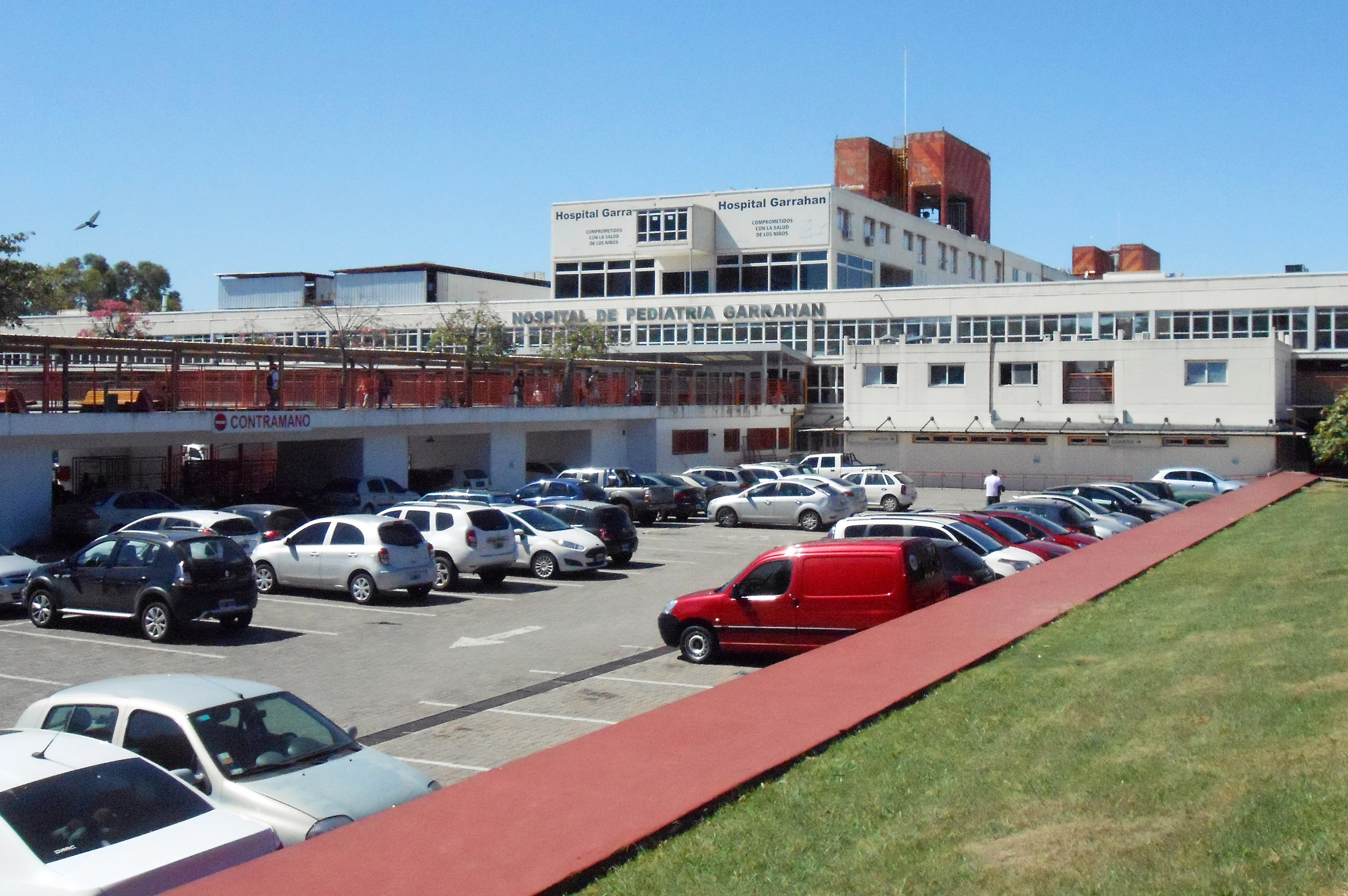
Hospital Garrahan

O sistema público de saúde atende cerca de 21,9% da população, de acordo com uma pesquisa realizada pelo governo portenho. A Cidade de Buenos Aires conta com 34 estabelecimentos hospitalares com atendimento totalmente gratuito, que funcionam dentro do sistema de saúde estatal. Cerca de 90% das consultas realizadas no sistema público de saúde são realizadas em alguns desses estabelecimentos. Das consultas realizadas nos hospitais 55,6% corresponde a população residente na cidade, porém cerca de 41,2% corresponde a residentes da Província de Buenos Aires e um 3,2% a residentes de outras localidades.[carece de fontes?]
A Cidade de Buenos Aires conta com 34 estabelecimentos hospitalares com atendimento totalmente gratuito, que funcionam dentro do sistema de saúde estatal. Mas a cidade conta também com um sistema de atendimento primário que se ocupa do atendimento de 80% dos casos, para distribuir o uso das instalações hospitalares e para que sejam utilizadas apenas nos casos de maior complexidade. Isto se deve principalmente ao fato da infraestrutura hospitalar da cidade se encontrar bastante deteriorada, não apenas pela falta de equipamentos, mas também pela grande quantidade de casos provenientes da Grande Buenos Aires, que somados aos da cidade sobrecarregam o serviço.[carece de fontes?]
Este sistema de atendimento primário é constituído pelos Centros de Saúde, os Centros Médicos de Bairro e os "Médicos de Cabecera" (médico de família). Os Centros de Saúde são integrados, entre outros, por médicos clínicos, pediatras, psicólogos e assistentes sociais, já que sua função não é apenas o atendimento, mas também a execução dos diferentes programas de prevenção. Os Centros Médicos de Bairro (CMB) cumprem a mesma função de prevenção e atendimento, mas este atendimento e entrega de medicamentos gratuitos está orientada para sectores considerados de risco. A instituição dos "Médicos de Cabecera" constitui outro sistema de descentralização, onde os médicos dos hospitais fazem atendimento e entrega gratuita de medicamentos em seus consultórios particulares. A cidade conta também com uma grande quantidade de clínicas e consultórios privados, onde se destacam, mas não só, o Hospital Italiano (lugar onde se realizam muitos dos transplantes de órgãos na Argentina), a Clínica y Maternidad Suizo Argentina e a Clínica Favaloro.[carece de fontes?]
A metrópole tem ostentado baixas taxas de natalidade nas últimas décadas comparada com outras jurisdições do país. Em 2008 se registraram 45 820 nascimentos dando uma taxa de natalidade de 15,1%. As disfunções foram 32 074, com uma elevada taxa de mortalidade de 10,5% (produto de uma estrutura populacional envelhecida). Como resultado se vislumbra um baixíssimo crescimento vegetativo de 4,6‰ (0,46%) similar ao que se observa em países europeus.
A mortalidade infantil é um indicador que reflete indiretamente as condições socioeconômicas de uma sociedade, sobretudo pelo seu impacto nos setores mais desprotegidos. A Cidade de Buenos Aires tem uma das taxas mais baixas do país (8,5 por mil), apenas superada pela província da Terra do Fogo que gira em torno de quatro por mil. No período 1990–2004 a taxa de mortalidade infantil sofreu uma baixa de 47%. Enquanto que em 1990 a taxa era de 16 por mil, em 2004 foi reduzida para 8,5 por mil. Mas existe na cidade uma disparidade muito grande entre o sul e o norte: enquanto que nos Centro de Gestão e Participação (CGP) da zona norte (2n, 14e, 14o, 13 e 12) a taxa é de 6,86 por mil, nos CGP da zona sul (3, 4, 5 e 8) a taxa ascende a 14 por mil.[carece de fontes?]

### Arquitetura e urbanismo

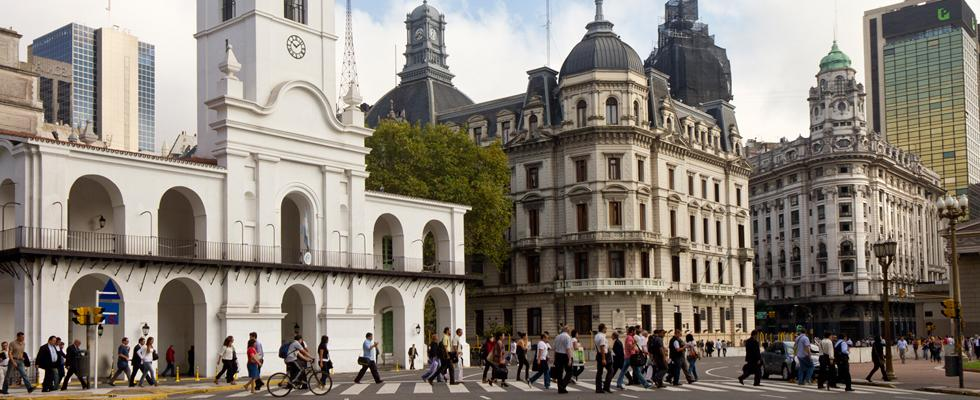
Vista da Rua Bolívar em frente ao Cabildo e a Diagonal Norte, no centro histórico de Buenos Aires. A característica convergência de diversos estilos arquitetônicos da cidade pode ser vista

A Cidade de Buenos Aires evolucionou a partir de diversas correntes imigratórias pertencentes a diferentes culturas e, em consequência, tem criado um remarcado ecletismo que se evidência em sua arquitetura, na qual podem falar-se expressões que vão do frio academicismo ou art déco, até o alegre art nouveau; do neogótico moderno, passando pelo francês borbônico, ao arranha-céu moderno realizado em vidro ou concreto. Os estilos muito pessoais, como por exemplo, o do colorido bairro de La Boca.
A cidade se encontra sobre um bom suporte geográfico: seu território é extenso e plano, não sofrendo complicações de temperaturas extremas, ventos, nevadas ou terremotos. Possui uma boa fonte de água doce, como o Rio da Prata.
O traçado da cidade é muito regular. O centro histórico e financeiro da cidade possui quadras perfeitamente quadradas, estendidas de norte a sul e de leste a oeste, tal como seu fundador Garay as estabelecera. Este traçado de ruas perpendiculares (o chamado "damero") se estendeu em grande parte para o resto da cidade.
A metrópole é fértil em áreas de qualidade urbanística e arquitetônica. Possui várias praças públicas, com destaque para os parques: Bosques de Palermo (ou Parque Três de Febrero), o Almirante Brown e os da Reserva Ecológica de Buenos Aires (Andrés Borthagaray e Manuel Ludueña).

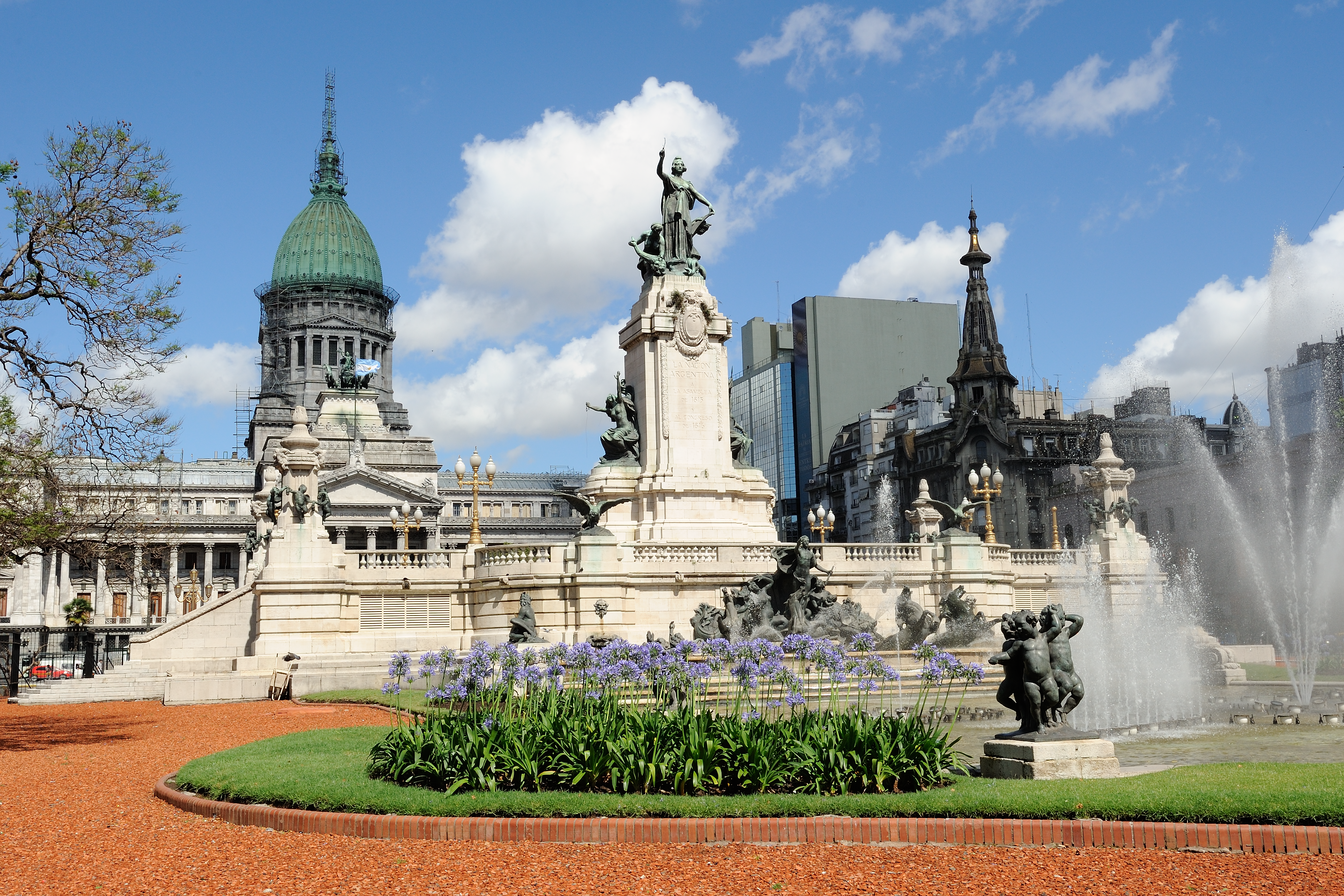
Praça do Congresso da Argentina

Uma característica da cidade é a diversidade de árvores e de cores das flores destas. Em grande parte disto é consequência da tarefa de Carlos Thays, paisagista francês, criador entre outras coisas do Jardim Botânico de Buenos Aires, que implantou árvores como as tipas, os jacarandás e as tabebuias.
Outras características destacadas são os coroamentos em cúpulas, torres e mansardas que possuem os edifícios. Em princípio foram o resultado da influência europeia na arquitetura portenha, sobre tudo, pelo trabalho realizado por arquitetos franceses, italianos e alemães, que desenharam os edifícios entre fins do século XIX e princípios do XX, como uma substituição da arquitetura colonial. A princípio era um elemento arquitetônico simbólico. Mas logo se elegeram como símbolo da suntuosidade da burguesia argentina que detinha o poder nacional. Talvez a principal característica das mesmas é a variedade: há com forma de meia laranja, de pinha, aceboladas e muitas outras.
A área central da metrópole é muito congestionada pelo tráfego de veículos, além de ser muito desabitada fora dos dias laborais, o que além de produzir insegurança, torna-se cara por haver muitas edificações comerciais, usadas apenas em períodos úteis ou de trabalho.

### Transportes

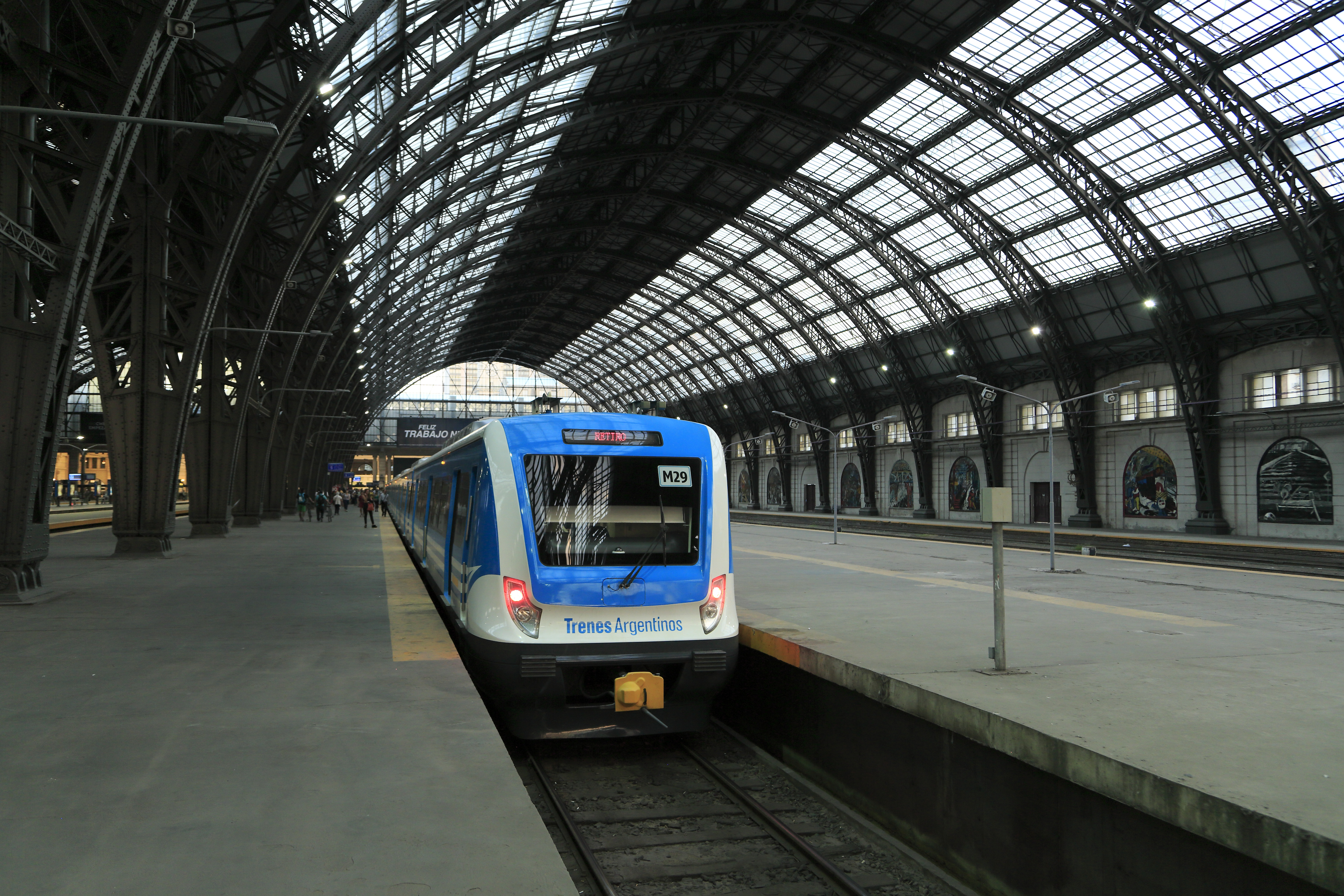
Trenes Argentinos na Estação Retiro

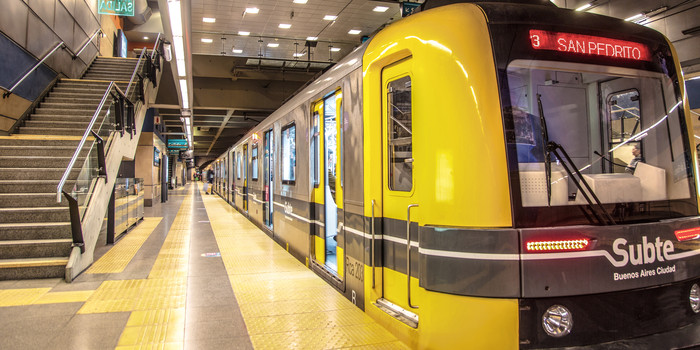
Metrô de Buenos Aires

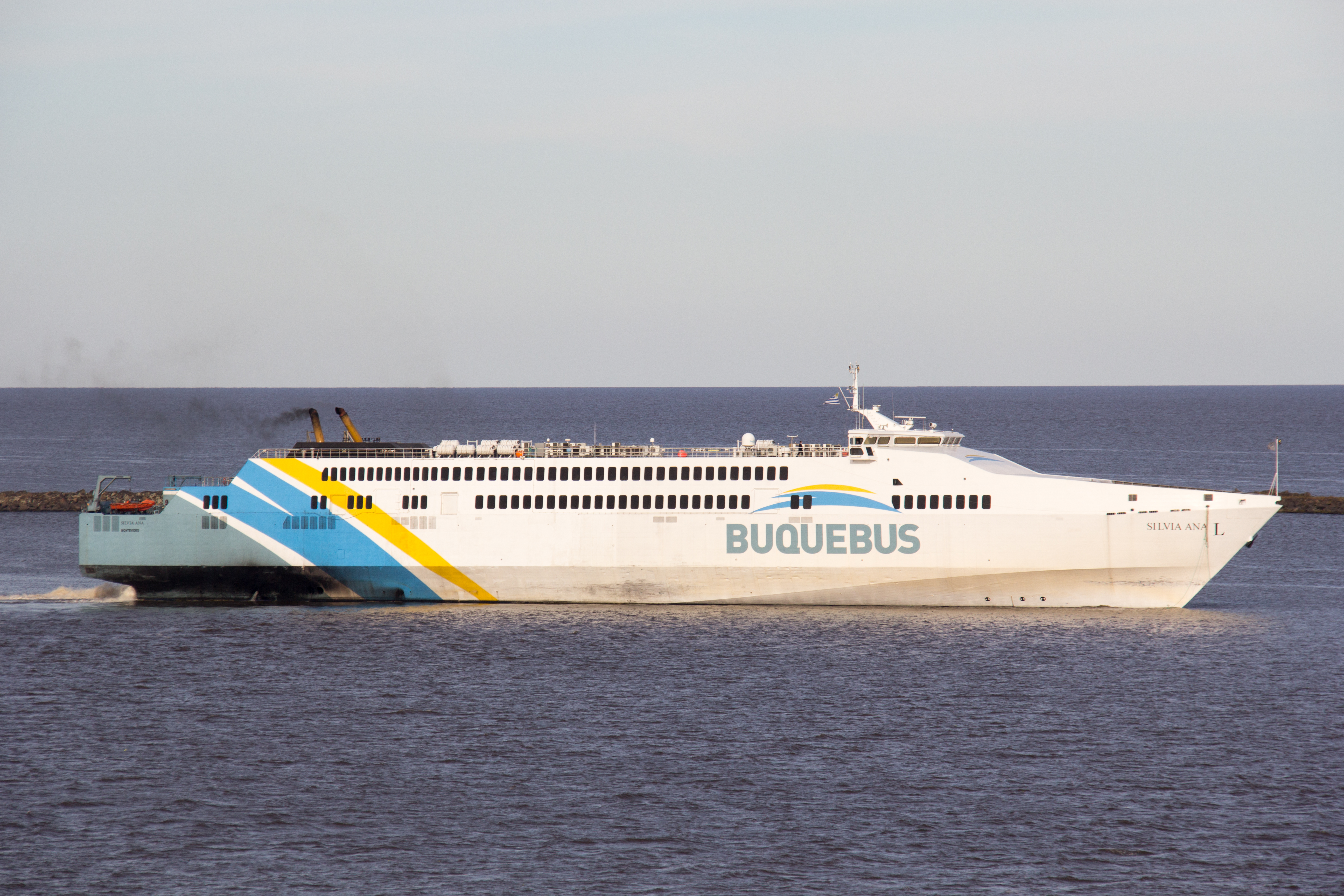
Buquebus, que faz ligação com o Uruguai

A complexidade da Cidade de Buenos Aires requer um sistema de transporte e de acessos à cidade igualmente complexo e extenso. A cidade não apenas necessita de um sistema de transporte para quem habita nela, como também para os habitantes do aglomerado que se transportam à cidade principalmente por motivos de trabalho.
A cidade conta com quatro acessos por rodovia, que se somam à grande quantidade de acessos existentes, como as pontes ou avenidas que cruzam a Avenida General Paz. Os acessos por estrada são a Rodovia Buenos Aires - La Plata, a Rodovia Ricchieri, o Acesso Oeste e o Acesso Norte. Estas rodovias permitem um acesso rápido a partir da província de Buenos Aires, ao contrário do resto dos acessos, onde o trânsito tende a ser pouco fluido a partir do final do horário comercial.
O meio de transporte de maior uso é o coletivo (ônibus), já que, com mais de 180 linhas, permite não só conectar diferentes pontos da cidade mas, também, alcançar diferentes partidos da província de Buenos Aires. O outro meio massivo utilizado para acessar a cidade é a rede ferroviária, já que todas as linhas férreas do país confluem em Buenos Aires. Na região metropolitana, algumas destas linhas são utilizadas como trem de subúrbio, operadas pela estatal Trenes Argentinos Operaciones. O sistema possui conexão com o metrô, o que permite um traslado relativamente fluido a partir da região metropolitana bonaerense até diferentes zonas da cidade. Os trens também são usados pelos portenhos como meio de deslocamento rápido dentro da cidade.
O Metropolitano de Buenos Aires conta com seis linhas em funcionamento, com um percurso superior aos 56 km. Além de, se encontrar em construção o segundo trecho da linha H, que atualmente conecta os bairros de Parque Patricios e Recoleta sob o traçado da avenida Jujuy, e finalmente unirá o sul da cidade desde Nueva Pompeya com a estação ferroviária do Retiro. Está planejada a construção de outros três ramais (F, G e I), com os que as linhas em funcionamento chegariam a nove. A linha A foi inaugurada em 1913 é também uma atração turística, por haver sido a primeira linha de subterrâneo do hemisfério sul (e da América Latina) e por conservar os trens que se utilizavam a princípios do século XX.

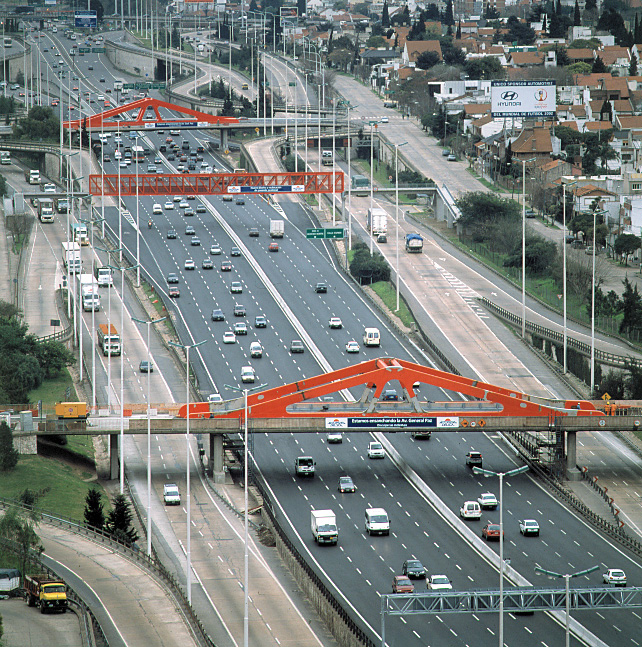
Trecho da Rodovia Pan-americana em Buenos Aires

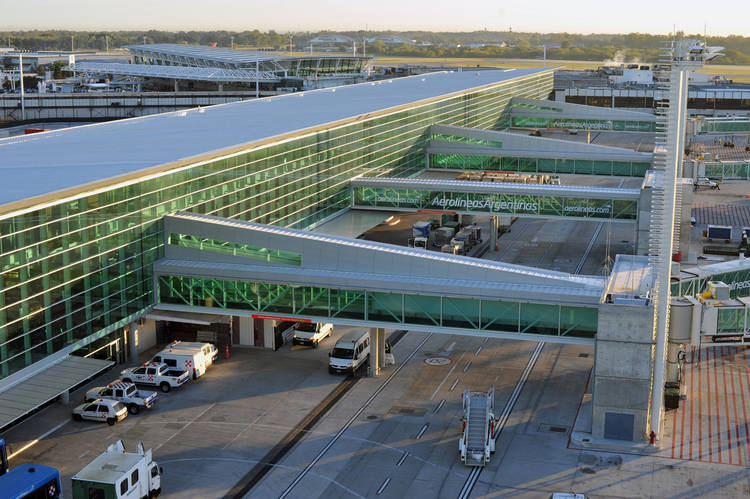
Aeroporto Internacional Ministro Pistarini

O porto de Buenos Aires é o maior do país, e foi tradicionalmente a principal entrada marítima de Argentina. Atualmente maneja 70% das importações argentinas e concentra cerca de 40% do total do comércio exterior do país.
A Cidade e o Grande Buenos Aires tem dois aeroportos comerciais, três militares e um privado. Os dos comerciais são o Aeroporto Internacional Ministro Pistarini, no partido de Ezeiza, a 35 quilômetros da cidade, e o Aeroparque Jorge Newbery no bairro de Palermo. Desde o aeroporto de Ezeiza há voos para toda América do Sul, América do Norte, Europa, África, Ásia e Oceania. É o único da América Latina que conta com voos que chegam aos 5 continentes. Em 2018 passaram por ali mais de 11 milhões de passageiros. Desde o Aeroporto Jorge Newbery (chamado comumente Aeroparque), há voos domésticos unicamente, com a exceção dos voos para Montevidéu e Assunção.
As duas maiores linhas aéreas são Aerolíneas Argentinas e LAN Argentina. A primeira tem 35 destinos nacionais e 18 internacionais, porém a segunda tem oito destinos nacionais e três internacionais. Voar é a melhor forma de percorrer o país e de entrar ou sair da Cidade de Buenos Aires. Os códigos aeroportuários IATA dos aeroportos são EZE (Aeroporto Internacional) e AEP (Aeroporto Doméstico).

### Serviços públicos
Seus habitantes contam com um elevado acesso aos serviços públicos: 99,9% conta com rede de água, a mesma quantidade conta com rede de eletricidade, 92,8% conta com rede de gás, 99,6% com iluminação pública, 99,3% com coleta de resíduos e 89,7% dos lares tem telefone. Estas cifras diminuem para a população residente em vilas, se bem que a totalidade de seus habitantes recebe água corrente (incluindo a torneira pública), 99,5% dispõe de energia elétrica, 93,1% de iluminação pública, 87,8 de coleta de resíduos e apenas 1,3% de gás corrente.
O serviço de gás natural é administrado pela MetroGAS desde dezembro de 1992. Durante 2004 foram distribuídos um total de 4 468 328 m³ de gás, sendo 1 201 756 m³ para usuários residenciais, 371 575 m³ para Gás Natural Comprimido, 243 024 m³ para usuários comerciais, 120 119 m³ para indústrias, 2 484 045 m³ para usinas elétricas e 47 809 m³ para as entidades oficiais. O serviço elétrico se encontra a cargo de duas empresas: Edesur e Edenor. A área de cobertura da Edenor se encontra delimitada por: Dársena "D", rua sem nome, atrás da futura Rodovia Costeira, prolongação Avenida Pueyrredón, Avenida Córdoba, vias da Ferrovia San Martín, Avenida General San Martín, Zamudio, Tinogasta, Avenida General San Martín, Avenida General Paz e o Rio da Prata; enquanto que a Edesur se encarrega do serviço no resto da cidade. Segundo estimativas de 2004, a cidade gerou 14 783 018 MWh, consumindo apenas 9 689 504.

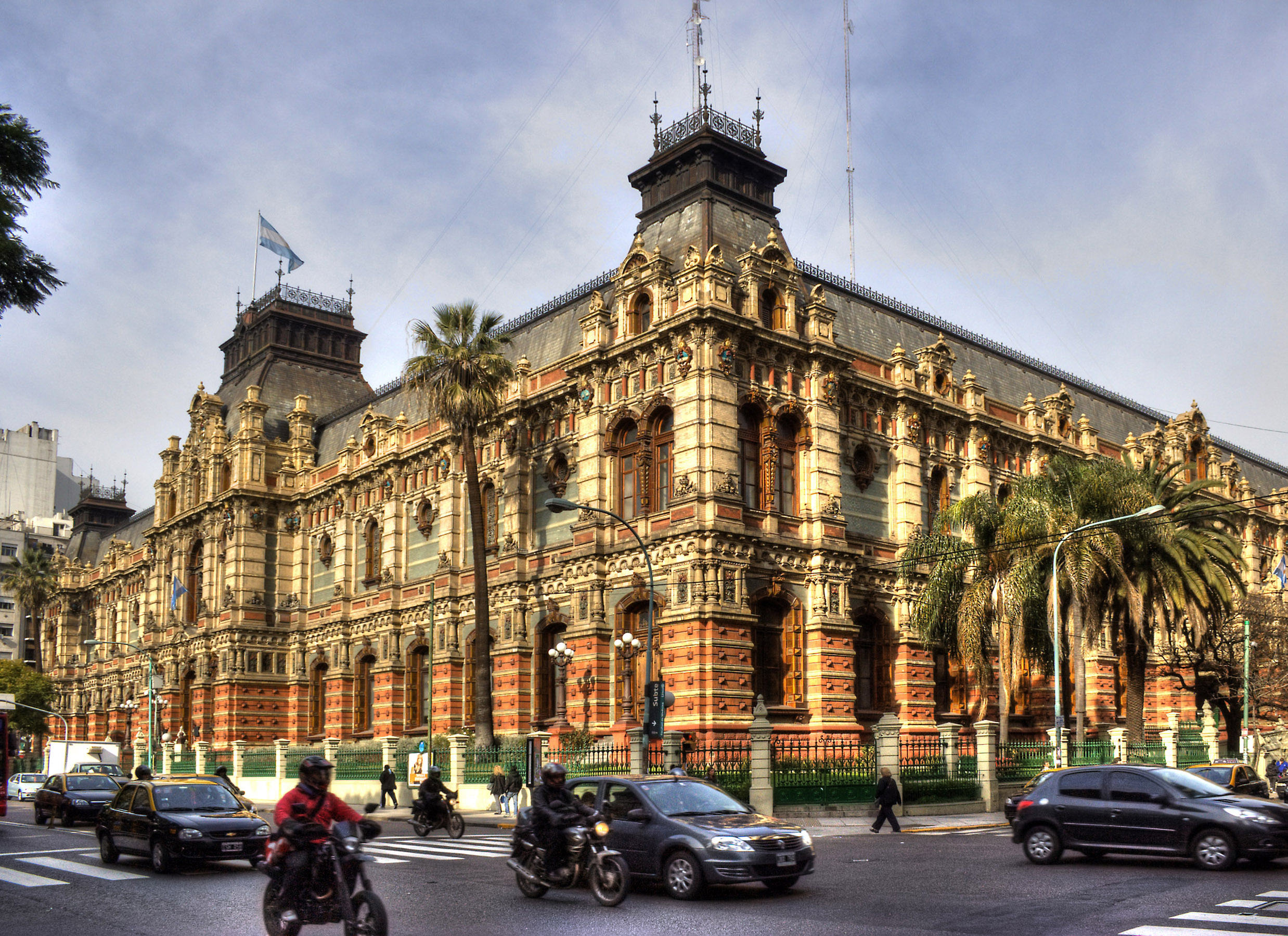
Palácio de Aguas Corrientes

O serviço de água corrente e esgotos foi administrado desde 1993 pela empresa Aguas Argentinas, até 2006, quando sua concessão foi rescindida. O serviço é administrado através de duas estações de tratamento: a Estação General San Martín e a Estação General Belgrano. A Estação de Tratamento General San Martín, inaugurada em 1913, se encontra localizada no bairro de Palermo, contando com uma superfície de 28,5 hectares e uma produção de 3 100 000 m³ de água diários. A Estação de Tratamento General Belgrano se encontra na província de Buenos Aires, na localidade de Bernal. Foi inaugurada em 1974 e conta com uma superfície de 36 hectares e uma produção de 1 700 000 m³ diários. Atualmente, se espera a criação, por parte do Poder Executivo Nacional, da nova empresa de serviços de domínio estatal, que se chamaria Aguas y Saneamiento Argentinos (AYSA).
O serviço de telefones fixos é de responsabilidade da Telecom Argentina e Telefónica de Argentina. Estas empresas são as encarregadas de levar o serviço desde a privatização de ENTel, em 1990. O serviço de coleta de resíduos se encontra organizado em seis zonas de coleta, nas quais o serviço é prestado por uma empresa diferente. Na Zona 1 (que inclui os CGP 1, 2S, 2N e 3) o serviço é administrado pela empresa Cliba, na Zona 2 (que inclui os CGP 13, 14O e 14E) é administrado pela empresa AESA Bs As, na Zona 3 (que inclui os CGP 4, 5 e 6) o serviço é administrado pela empresa UBASUR, na Zona 4 (que inclui os CGP 7 e 10) o serviço é administrado pela empresa Níttida, na Zona 5 (que inclui os CGP 8 e 9) é administrado pela empresa EHU e na Zona 6 (que inclui os CGP 11 e 12) é administrado pela empresa INTEGRA.

## Cultura

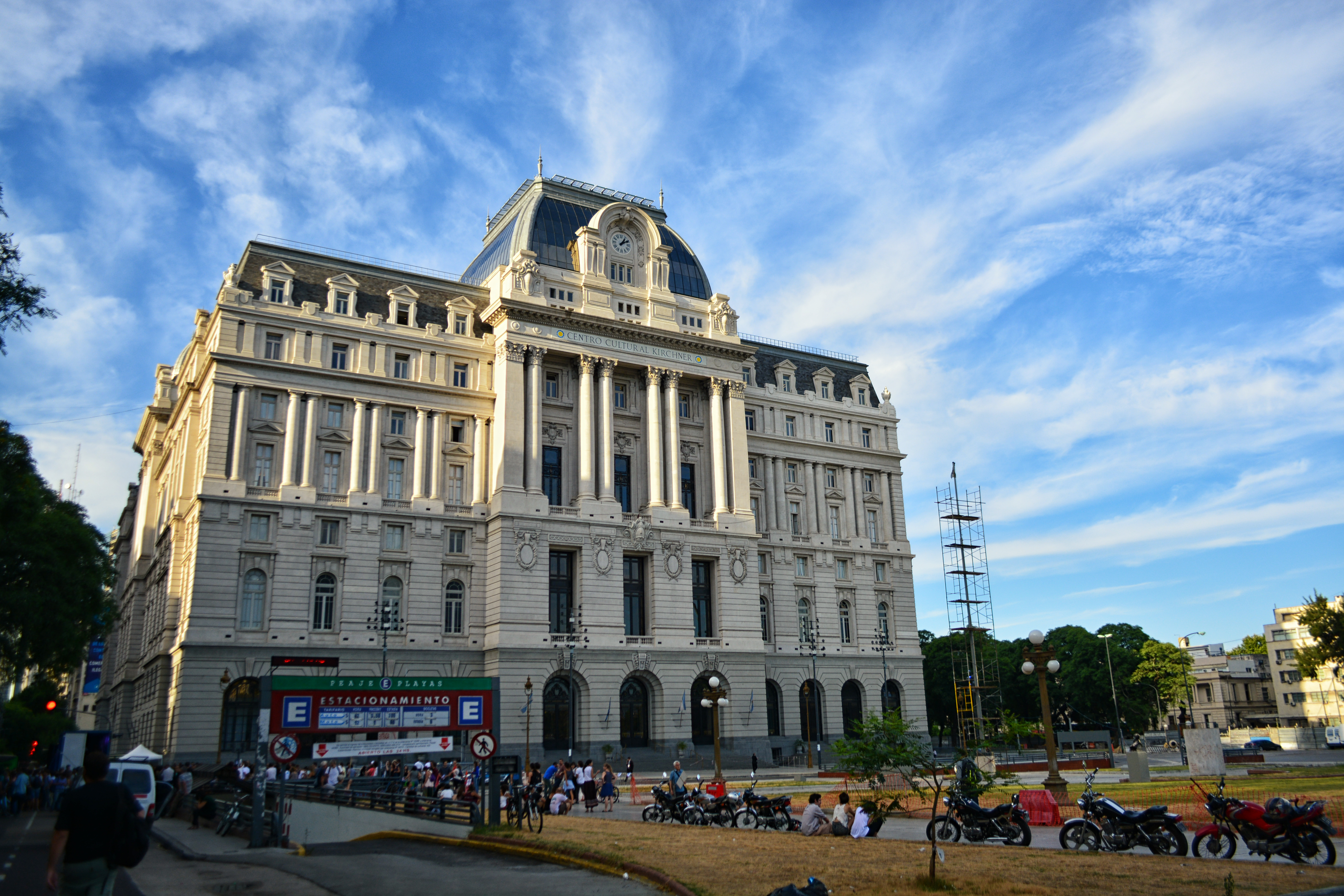
Centro Cultural Kirchner

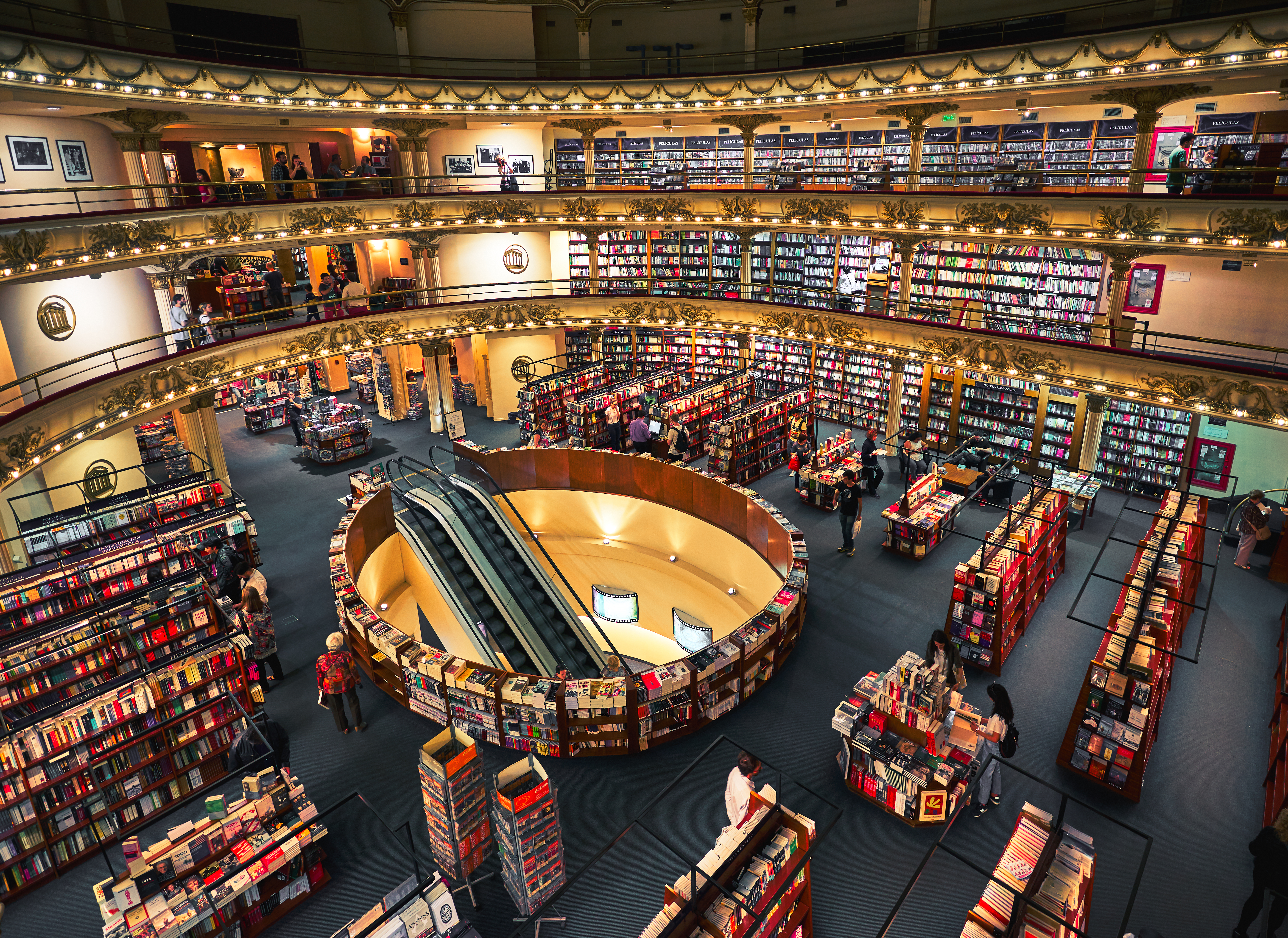
Interior da livraria El Ateneo Grand Splendid

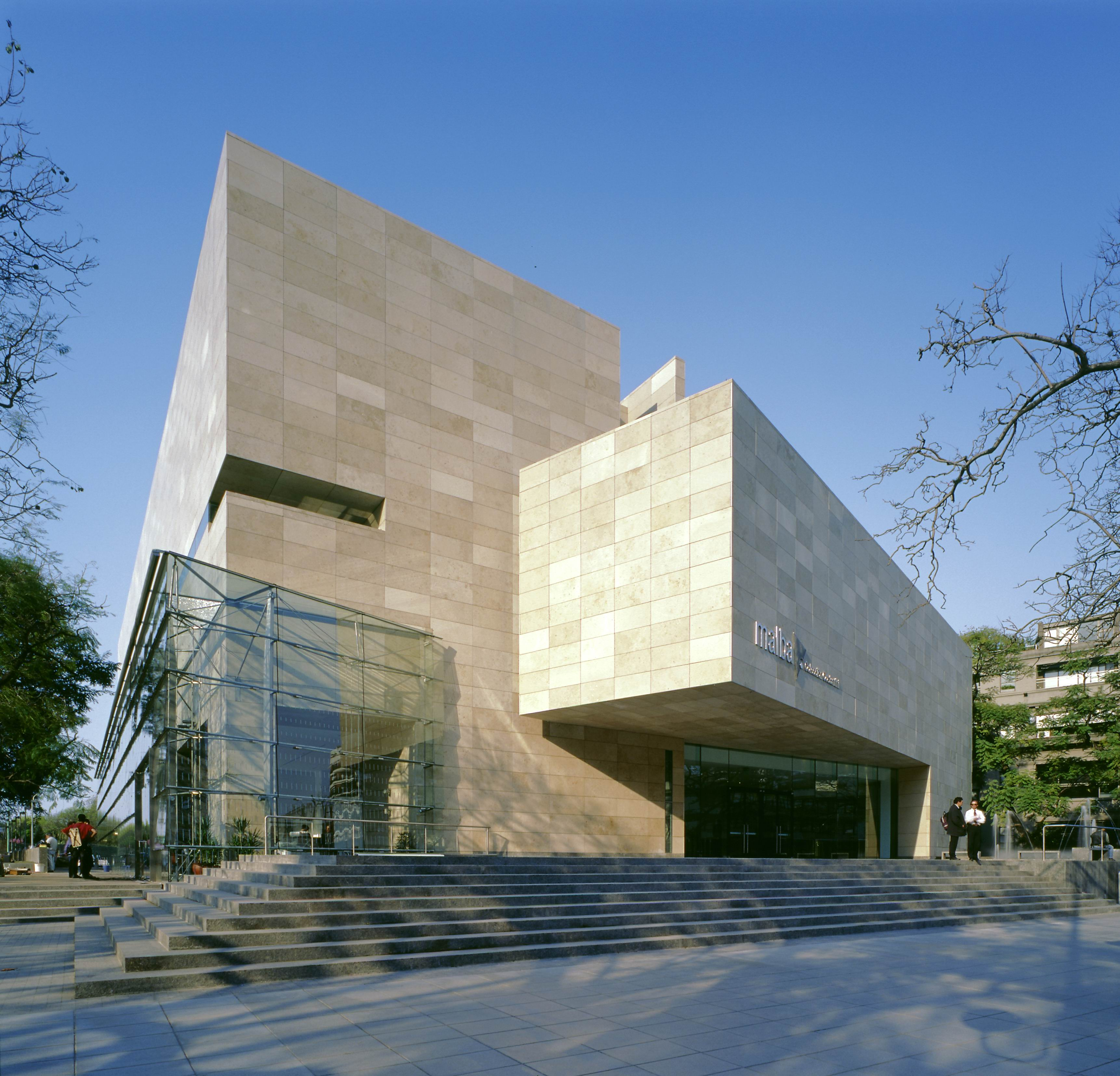
Museu de Arte Latino-Americana de Buenos Aires

Fortemente influenciada pela cultura europeia, Buenos Aires é por vezes referido como a "Paris da América do Sul". A cidade tem a indústria de teatro ao vivo mais movimentada na América Latina, com dezenas de produções. De fato, a cada final de semana, existem cerca de 300 teatros ativos com peças, um número que coloca a cidade como a 1ª mundial, mais do que Londres, Nova Iorque ou Paris, polos culturais em si. O número de festivais culturais com mais de 10 locais e 5 anos de existência também coloca a cidade como a 2ª mundial, depois de Edimburgo. O Centro Cultural Kirchner é o maior da América Latina e o terceiro em todo o mundo.
Buenos Aires é a casa do Teatro Colón, uma casa de ópera nominal internacional. Existem várias orquestras sinfônicas e sociedades corais. A cidade tem numerosos museus relacionados com a história, artes plásticas, artes modernas, artes decorativas, artes populares, arte sacra, artes e ofícios, teatro e música popular, bem como as casas preservadas de colecionadores de arte, escritores, compositores e artistas. A cidade é o lar de centenas de livrarias, bibliotecas públicas e associações culturais (às vezes é chamado de "a cidade dos livros"), bem como a maior concentração de teatros ativos na América Latina. Tem um zoológico mundialmente famoso e um jardim botânico, um grande número de parques paisagísticos e praças, bem como igrejas e locais de culto de muitas denominações, muitos dos quais são arquitetonicamente notáveis.
Buenos Aires tem uma cultura artística próspera, com "um enorme inventário de museus, que vão desde obscuros a mundiais." Os bairros de Palermo e Recoleta são os bastiões tradicionais da cidade na difusão da arte. Nos últimos anos tem havido uma tendência de aparecimento de espaços de exposição em outros distritos como Puerto Madero ou La Boca; locais de renome incluem o MALBA, o Museu Nacional de Belas Artes, Fundação Proa, Faena Centro de Artes e a Usina del Arte. Outras instituições populares são o Museu de Arte Moderna de Buenos Aires, o Museu Quinquela Martín, o Museu Evita, o Museu Fernández Blanco, o Museu José Hernández e o Palais de Glace, entre outros. Um evento tradicional que ocorre uma vez por ano é a noite dos museus, quando os museus, as universidades e os espaços artísticos da cidade abrem suas portas gratuitamente até o amanhecer; geralmente ocorre em novembro.
Outra manifestação cultural própria do portenho é o fileteado, arte decorativa e popular, nascida nas primeiras décadas do século XX. Apenas apresenta-se em contextos empareados com o tango, o desenho e a publicidade. Flores, volutas, folhas de acanto, cintas argentinas, se combinam com personagens populares mediante a cores e muito vivos e através do contraste se da ideia do volume. Os textos também formam parte da composição do fileteado, com frases acunhadas pela sabedoria popular. No ano 2006 a legislatura portenha declarou o fileteado como Patrimônio Cultural da Cidade de Buenos Aires a partir da sanção da lei de 1941.

### Esportes

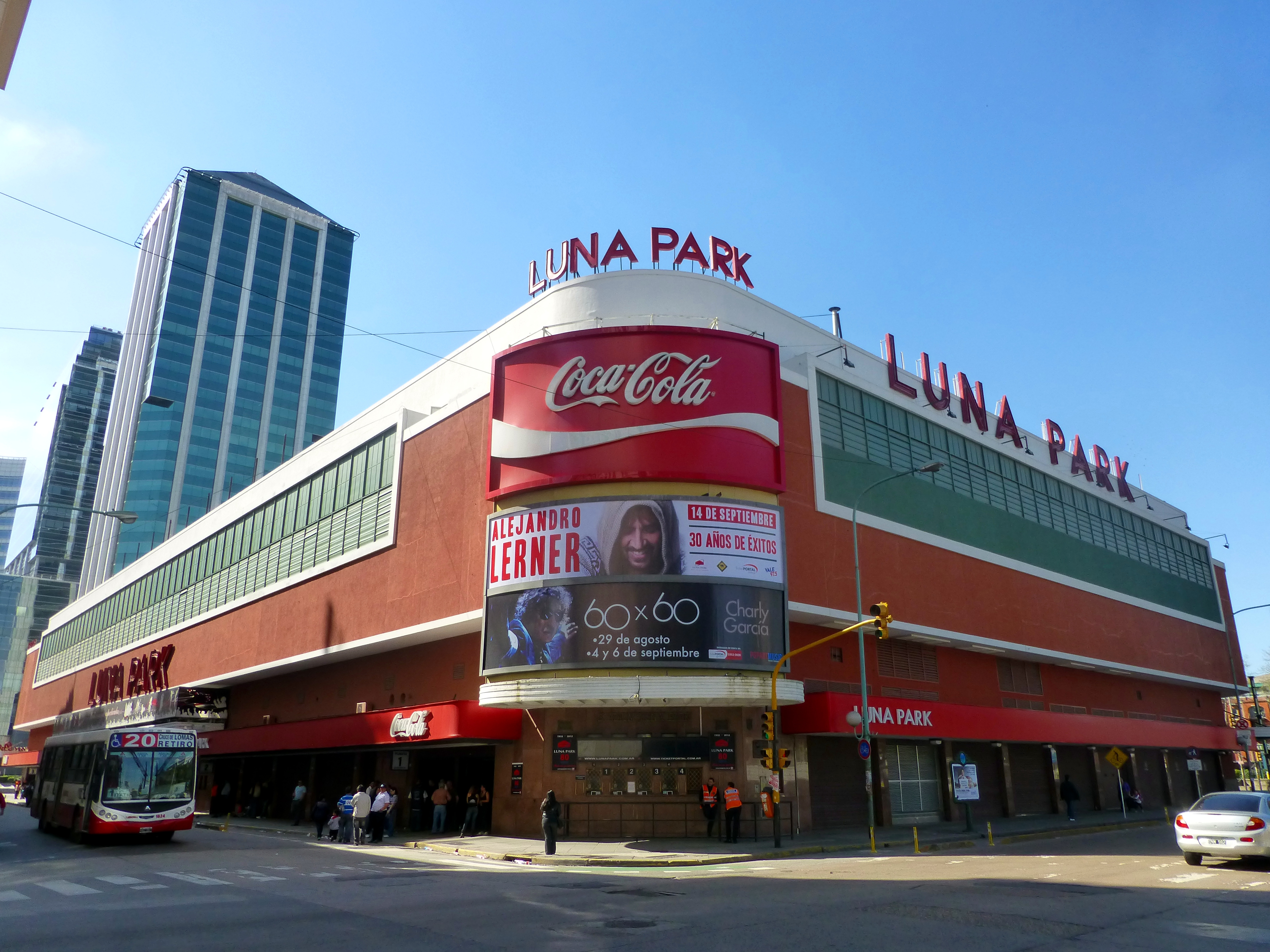
Luna Park

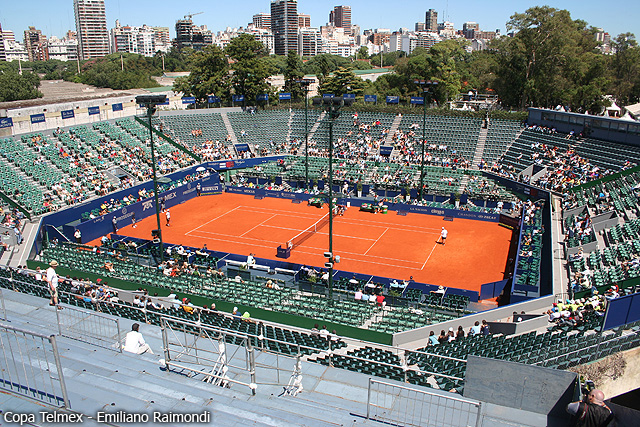
Buenos Aires Lawn Tennis Club

O esporte mais popular na capital argentina, como em todo o país é o futebol, e grande parte das equipes com maior história no Campeonato Argentino de Futebol residem na cidade. Em Buenos Aires está a maior concentração de times de futebol do mundo (18 clubes), como Boca Juniors, River Plate, Vélez Sarsfield, San Lorenzo, Argentinos Juniors e Huracán, que jogam na Primeira Divisão. E alguns que jogam na Primera "B" Nacional como o Chacarita Juniors, Ferro Carril Oeste, além de Nueva Chicago, Atlanta e Barracas Central, que participam na Primeira B Metropolitana. Na Primeira C atualmente Sacachispas é o representante portenho na categoria e, na Primeira D estão Yupanqui, Deportivo Paraguayo e Deportivo Riestra.
Existem além de instituições que dispõem de infraestrutura para a prática de outros esportes como o basquete (Liga Nacional A) ou o tênis (onde o Buenos Aires Lawn Tennis Club é a sede do único torneio ATP disputado no país, o ATP Buenos Aires). Existem também outros locais para a prática de esportes como o Luna Park (no que se destacam os torneios de boxe) e o novo Estádio Multiesportivo Parque Roca (que é utilizado para a Copa Davis de Tênis).[carece de fontes?]
A Cidade de Buenos Aires foi sede de várias competições internacionais: dois de seus estádios o River Plate e o Vélez Sársfield, abrigaram a Copa do Mundo FIFA de 1978, em várias ocasiões a Copa América do mesmo esporte, foi sede dos primeiros Jogos Pan-americanos disputados entre os dias 25 de fevereiro e 9 de março de 1951, perdeu por apenas um voto a eleição para abrigar os Jogos Olímpicos de Melbourne em 1956, ficou entre as 5 melhores sedes para os Jogos Olímpicos de Atenas, também competiu em outras oportunidades para organizar esta competição, abrigou dois mundiais de basquete (1950 e 1990), o Campeonato do Mundo de Polo de 1987 e o Autódromo Oscar Alfredo Gálvez foi sede por vinte vezes do Grande Prêmio da Argentina de Fórmula 1 e por 10 vezes do Grande Prêmio da Argentina de Motociclismo. Em 2006 foi sede dos VIII Jogos Sul-Americanos. E em 2002 foi a sede do Mundial de Vôlei da FIVB já tendo sediado o evento em 1982.[carece de fontes?]
Também na cidade se encontra o CeNARD (Centro Nacional de Alto Rendimento Deportivo), um complexo estatal que abriga esportistas de todo o país e permite a prática de grande quantidade de esportes. Possui quadras de futebol, hóquei, handebol, tênis, vôlei, pistas de patins, natação olímpica, rúgbi, ginásios de complementos e halterofilia e duas pistas de atletismo.[carece de fontes?]